# Geschütztes Kulturgut in Santa Cruz de Tenerife
Dieser Artikel behandelt nur Kulturgut in der Stadt Santa Cruz de Tenerife. Für Kulturgut in der nach der Stadt benannten Provinz gibt es in der spanischsprachigen Wikipedia eine Übersicht.
Seit 1985 sind in Spanien die Autonomen Gemeinschaften zusammen mit den Gemeinden für den Schutz von Kulturgütern (Bien de Interés Cultural) verantwortlich. Die Kulturgüter werden zentral in Madrid in das Registro General de Bienes de Interés Cultural beim Ministerio de Educación, Cultura y Deporte eingetragen. Das Register ist online einsehbar.
Bei einigen der aufgeführten Kulturgütern besteht nur die Ankündigung der Erklärung zum Bien de Interés Cultural (Anotación preventiva). Sie sind aber bereits in das Register eingetragen.

## Kategorie: Archäologischer Bereich
Auf dem Gebiet der Stadt Santa Cruz de Tenerife gibt es außerhalb des Stadtzentrums drei archäologische Fundstellen, die als Bien de Interés Cultural geschützt sind:
- Im Barranco del Muerto fand man eine Reihe von Abbildungen, die zu den ältesten der Inseln zählen. Es sind figürliche und geometrische Motive, die in die Wände gekratzt wurden.[2]
- Auch in der Archäologischen Fundstelle Lomo Gordo finden sich Felsmalereien, die zum Teil auf Basaltformationen gemalt sind, die auf natürliche Entstehung zurückzuführen werden.[3]
- Im Barranco del Pilar befinden sich Steinformationen, die Rückschlüsse auf verschiedene geologische Vorgänge ermöglichen.[4]

## Kategorie: Ethnologischer Bereich

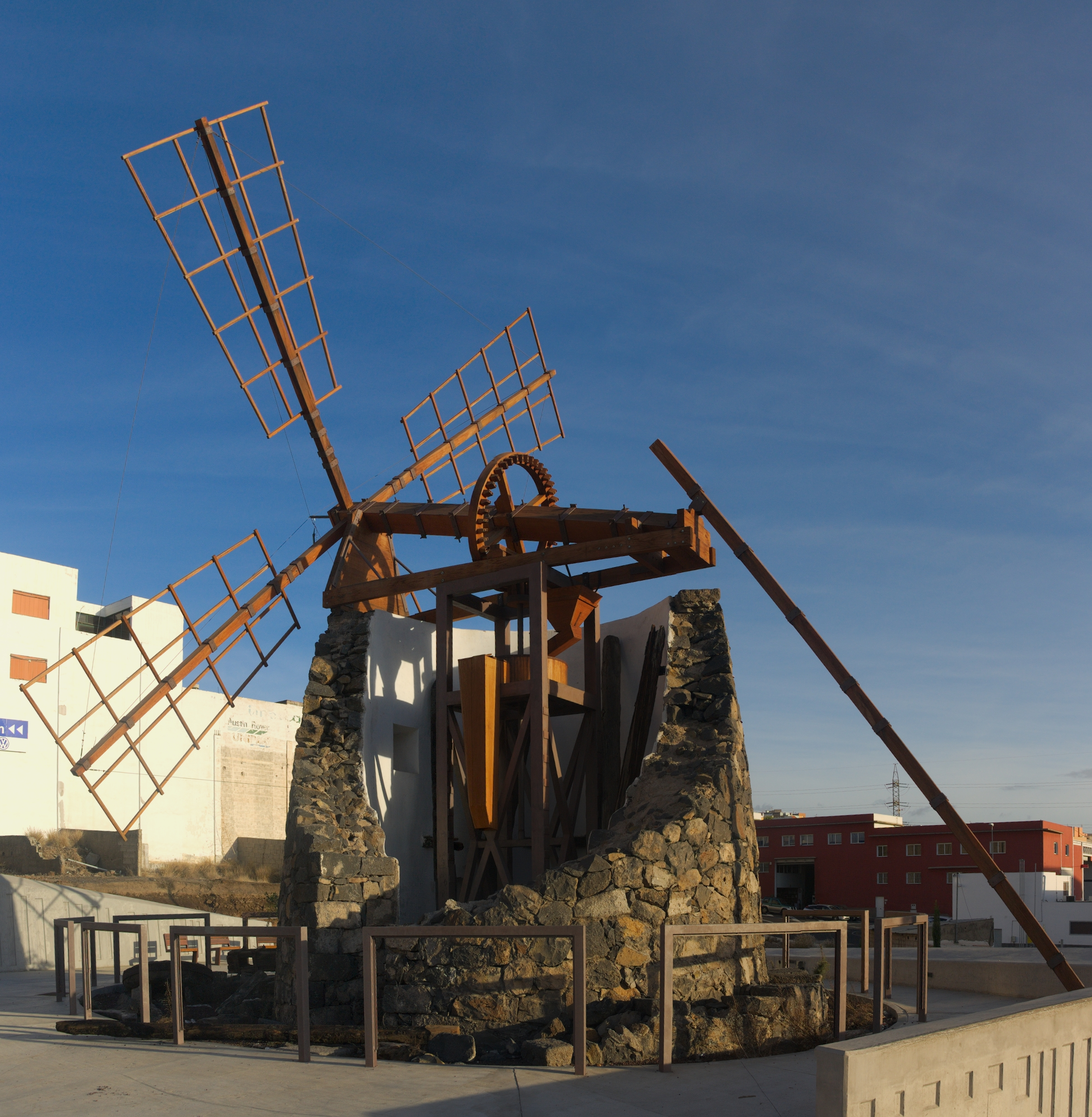
Molino de Barranco Grande

- La Gallega Molino de Gofio del Risco de las Pencas ist eine Gofiomühle, die in einem heute schwer zugänglichen Gebiet etwa 150 m über dem Meeresspiegel liegt. Sie ist von ethnologischer Bedeutung, weil es in ihrer Umgebung Terrassen für die Landwirtschaft gab, die über ein Netz von Kanälen bewässert wurden, aus denen auch das Wasser für den Betrieb der Mühle stammte.[5]
- Von der Windmühle Molino del Llano del Moro, die etwa 585 m über dem Meeresspiegel lag, sind heute nur noch wenige Überreste vorhanden. Zu dem Ensemble gehören auch die Reste eines Hauses des Müllers.[6]

## Kategorie: Historischer Bereich
- Die Mühle Molino de Cuevas Blancas war eine der typischen Windmühlen, wie sie auf verschiedenen Bildern des Ortes Santa Cruz de Tenerife im 16. Jahrhundert zu sehen sind. Das Gebäude war seit 1974 dem Verfall preisgegeben.[7]
- Das geschützte Gebäude der Mühle Molino de Barranco Grande ist die Ruine einer Windmühle.[8]

## Kategorie: Ensemble von historischer Bedeutung
Innerhalb der Innenstadt sind drei Bereiche als Historische Ensembles (Bien de Interés Cultural, Conjunto Histórico) unter Denkmalschutz gestellt worden.
- El Antiguo Santa Cruz (Das alte Santa Cruz)

Im Jahr 2007 wurde ein Gebiet der Innenstadt von Santa Cruz de Tenerife unter Denkmalschutz gestellt, in dem sich die ersten Ansiedlungen des Ortes befunden hatten. Die heutige Bebauung des Gebietes entspricht nicht mehr der überlieferten Struktur, sondern spiegelt die Entwicklung der Stadt seit dem 18. Jahrhundert wider. Innerhalb des geschützten Bereiches befinden sich einige Gebäude, die auch als Einzelbauwerke geschützt sind, wie die Kirche Nuestra Señora de la Concepción, das Museo de la Naturaleza y el Hombre oder das Teatro Guimerá.
Dieser Teil der Stadt wurde im Jahr 2007 unter der Nummer RI-53-0000607 als Kulturgut unter Schutz gestellt.
- Barrio de los Hoteles – Pino de Oro (Stadtteil Pino de Oro)

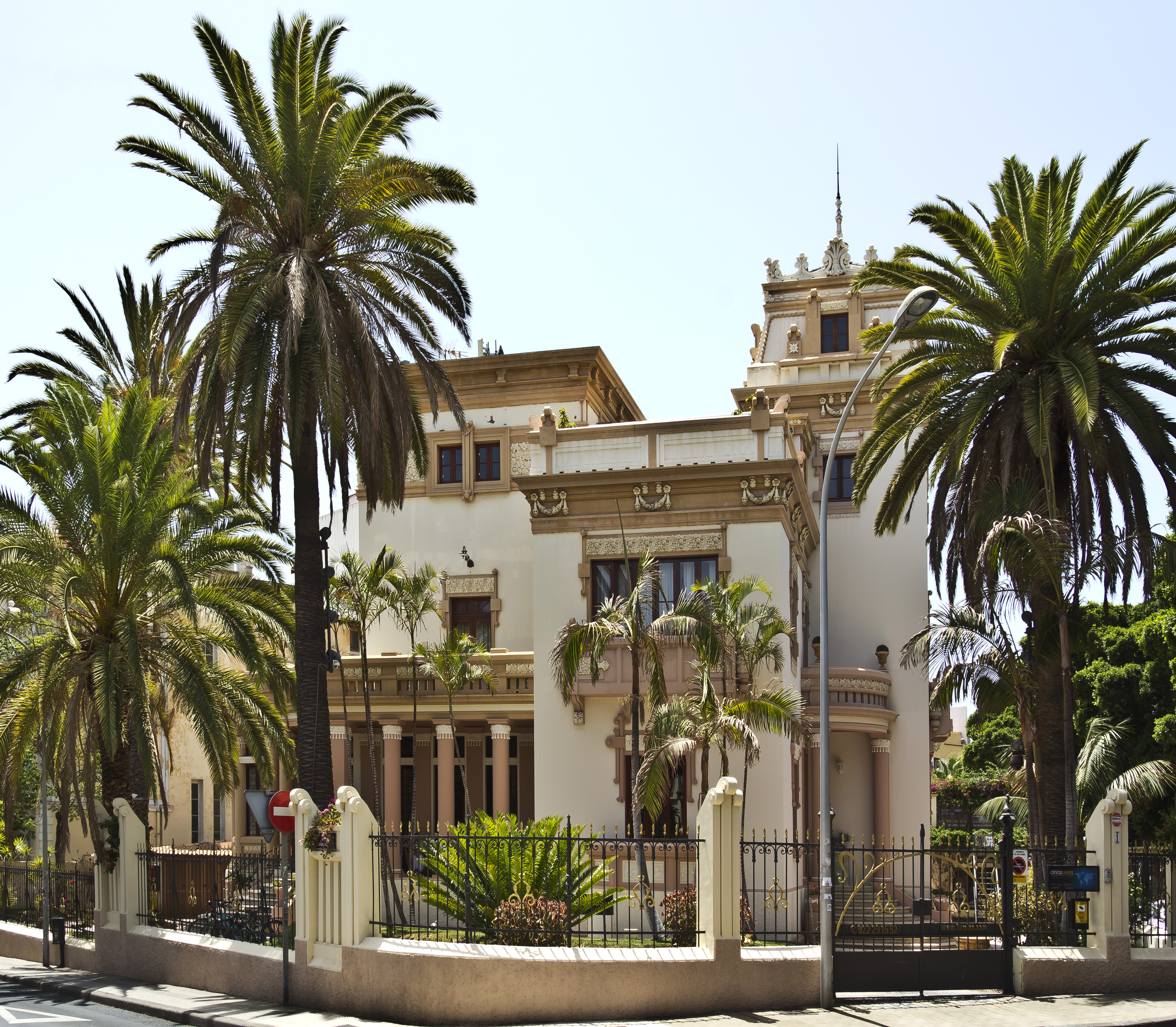
Palacete Martí Dehesa im Barrio de Los Hoteles

Der Stadtteil Barrio de Los Hoteles-Pino de Oro wurde Ende des 19. Jahrhunderts für die gehobenen Wohnansprüche der wohlhabenden Geschäftsleute errichtet. Innerhalb des geschützten Bereiches befindet sich der Parque García Sanabria die Plaza del 25 de Julio und das Rathaus. Der Stadtteil ist auch als „Conjunto Histórico Artístico Ciudad Jardín“ bekannt.
Dieser Teil der Stadt wurde im Jahr 2007 unter der Nummer RI-53-0000394 als Kulturgut unter Schutz gestellt.
- Conjunto Histórico Artístico El Toscal (Historischer Stadtteil El Toscal)

Im Stadtteil El Toscal befanden sich bis in das 18. Jahrhundert einige Gärten oder Brachland. Im Jahr 1779 wurde die Kirche des Franziskanerklosters fertiggestellt. Heute findet man hier noch Gebäude die um die Wende zum 20. Jahrhundert von der Sociedad de Construcciones Económicas El Progreso, einer städtischen Wohnungsbaugesellschaft, als einfache einstöckige Einfamilienhäuser errichtet wurden.
Dieser Teil der Stadt wurde im Jahr 2007 unter der Nummer ARI-53-0000395 als Kulturgut unter Schutz gestellt.

## Kategorie: Baudenkmale

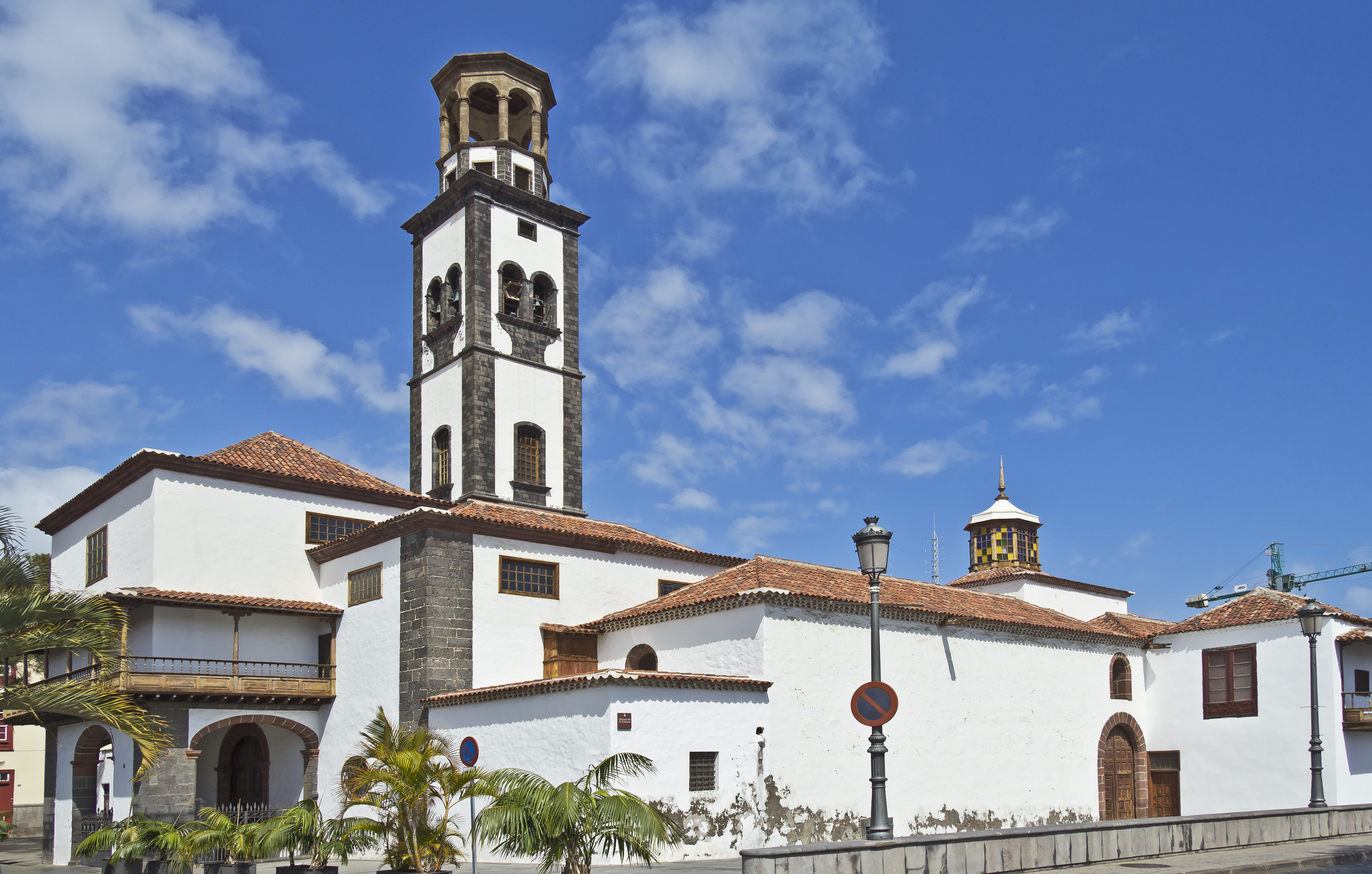
Nuestra Señora de la Concepción

### Kirchen
- Iglesia de Nuestra Señora de la Concepción

Die Kirche stammt aus den ersten Jahren des 16. Jahrhunderts. Nach einem Brand am 2. Juli 1652 wurde sie neu aufgebaut. Die heute fünfschiffige Kirche enthält eine große Anzahl von bedeutenden Kunstwerken der Plastik, Malerei und Goldschmiedekunst.
Das Gebäude und die Umgebung wurden im Jahr 2008 unter der Nummer RI-51-0004924 als Kulturgut unter Schutz gestellt.

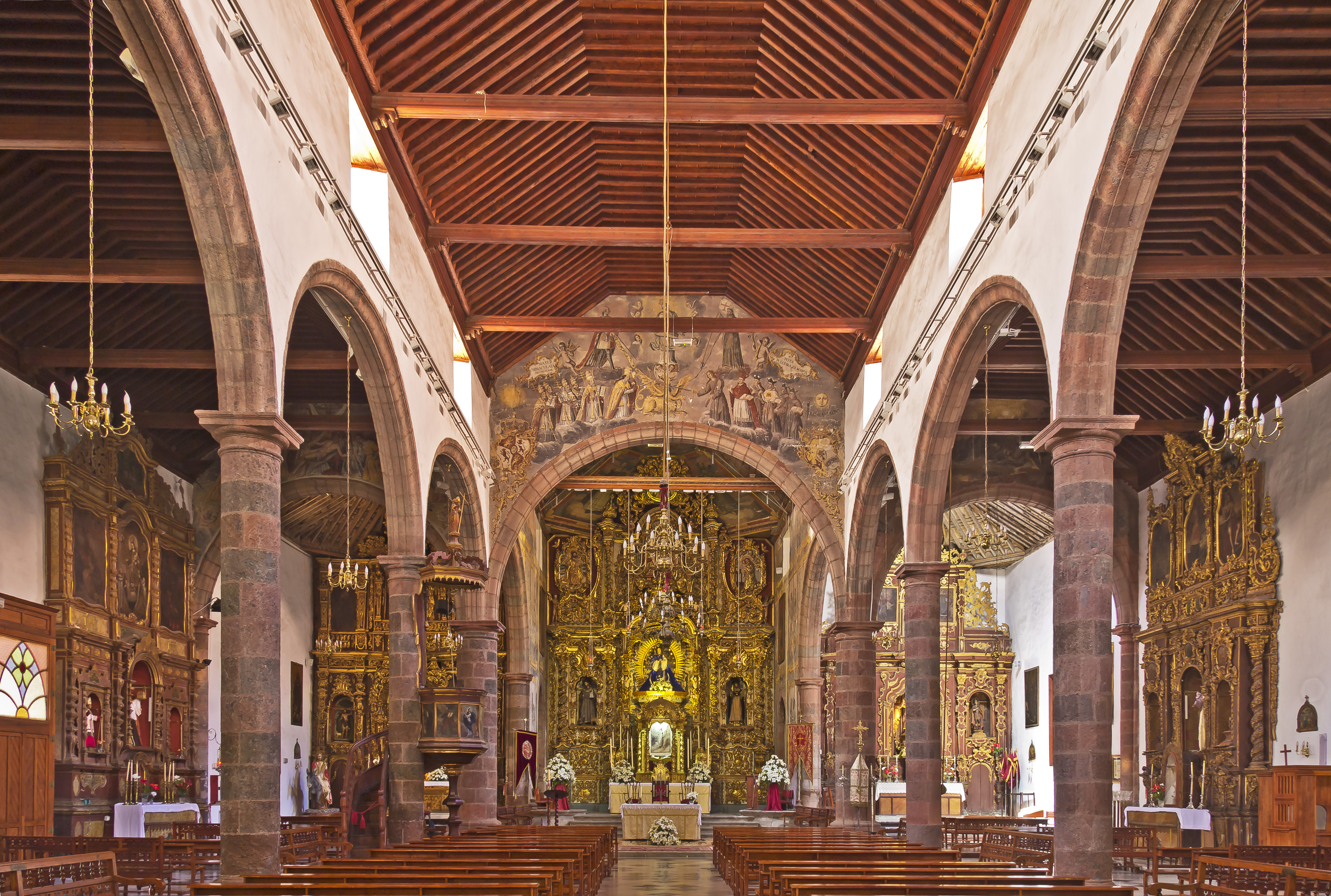
Innenraum der Kirche San Francisco

- Iglesia Parroquial de San Francisco

Die Kirche des ehemaligen Franziskanerklosters wird seit der Säkularisation des Klosters im Jahr 1821 als Gemeindekirche genutzt. Bei der Bevölkerung ist die Kirche besonders wegen der stark verehrten Darstellung des Señor de las Tribulaciones bekannt.
Das Gebäude und die Umgebung wurden im Jahr 2008 unter der Nummer RI-51-0008731 als Kulturgut unter Schutz gestellt.
- Ermita de San Telmo

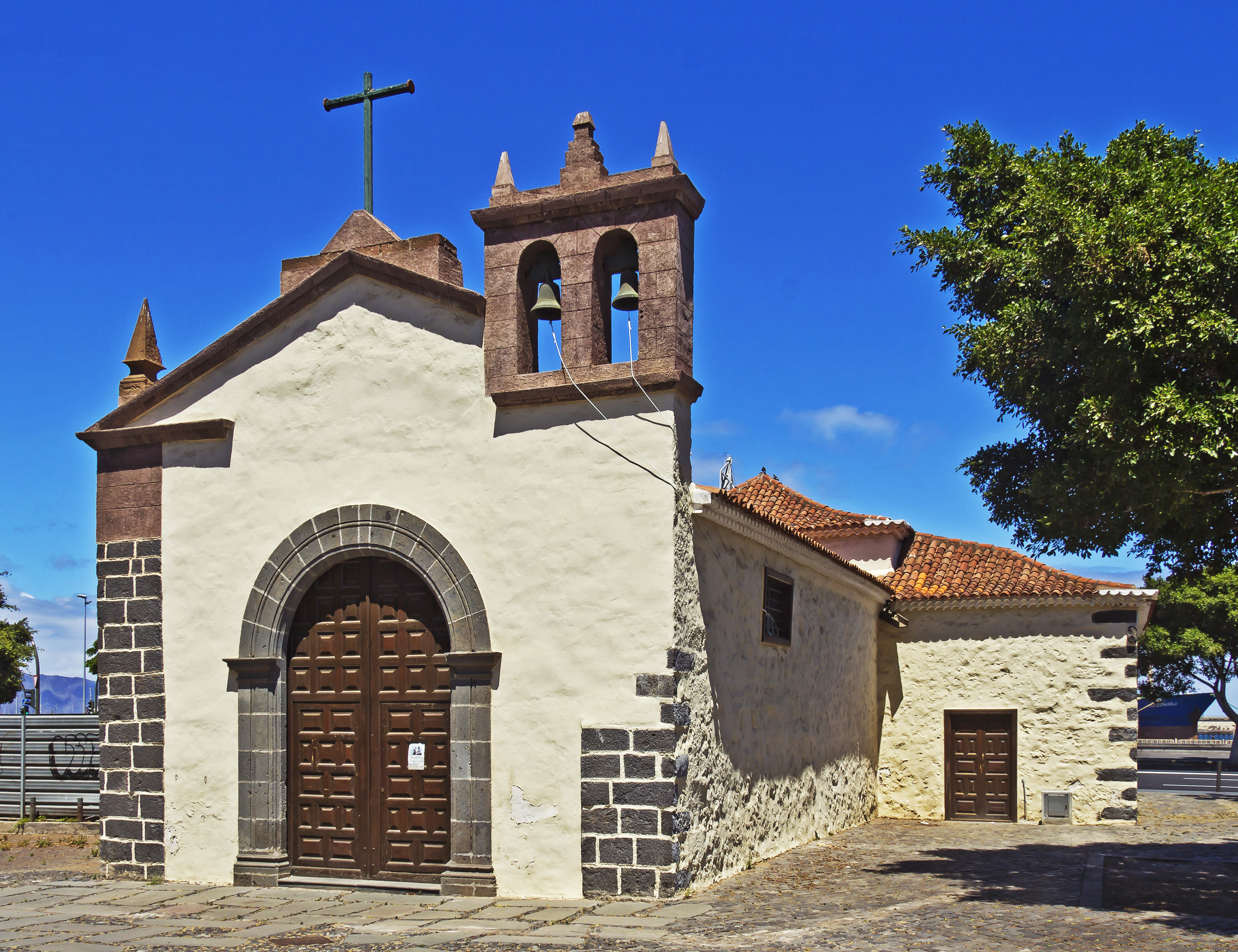
Ermita de San Telmo

Die Kapelle San Telmo wurde in der Mitte des 16. Jahrhunderts erbaut. Sie war die Kirche der Fischervereinigung. Lange Zeit befand sich das Kreuz, das Alonso Fernandez de Lugo bei der Gründung des Ortes Santa Cruz aufgestellt hatte, in diesem Gebäude. Im Jahr 1650 besetzten Franziskaner die Kirche und begannen in der Nähe mit der Errichtung eines Klosters. Dieses Vorhaben wurde von den Geistlichen der Pfarrkirche Nuestra Señora de la Concepción dadurch unterbunden, dass sie in Madrid ein Verbot der Klostergründung erreichten. Im Jahr 1893 bekam die Kirche einen 90 Meter hohen Turm, der allerdings bereits 1918 wegen Bauschäden wieder abgerissen werden musste. Ab November 1929 war die Ermita San Telmo Kirche der gleichnamigen Gemeinde. Trotz einer Renovierung im Jahr 1997 wird die Ermita de San Telmo heute (2013) nur an wenigen Feiertagen genutzt.
Das Gebäude und die Umgebung wurden im Jahr 2004 unter der Nummer RI-51-0007043 in die Liste der Kulturgüter eingetragen.
In der Stadt Santa Cruz de Tenerife gibt es noch eine ganze Anzahl von Kirchen, die von bedeutender künstlerischer oder historischer Bedeutung sind, die aber z. Zt. (2013) nicht zum geschützten Kulturgut (Bien de Interés Cultural) erklärt wurden.

### Öffentliche Einrichtungen
- Casas Consistoriales

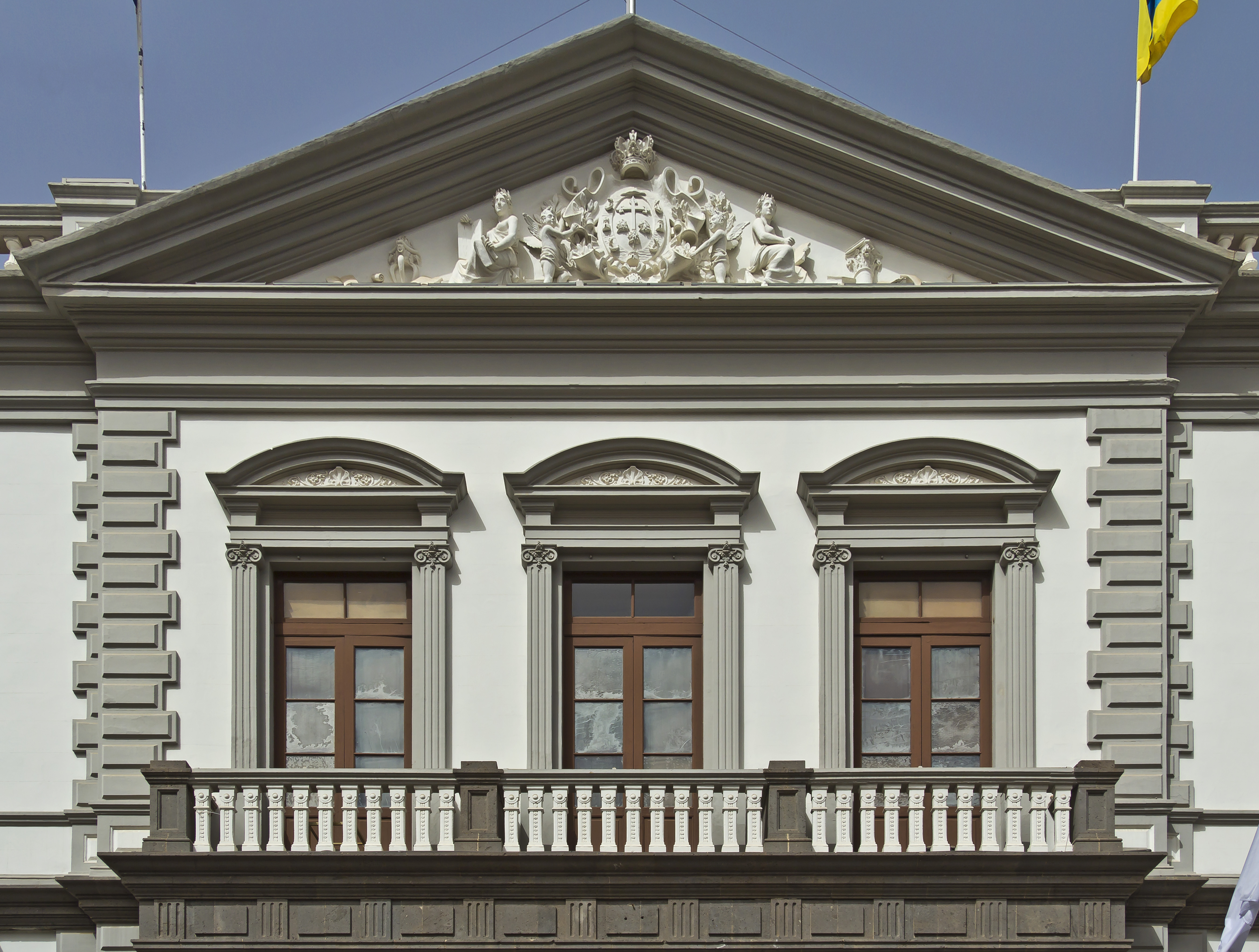
Rathaus der Stadt Santa Cruz de Tenerife

Das Rathaus der Stadt Santa Cruz de Tenerife wurde von dem aus Motril in der Provinz Granada stammenden Architekten Antonio Pintor y Ocete (* 1862; † 1946) entworfen. Der Bau wurde 1899 begonnen und 1916 abgeschlossen.
Die Türen des Haupteingangs wurden von dem ortsansässigen Künstler Francisco Marichal geschaffen.
Das Deckengemälde im Plenarsaal mit dem Titel La Verdad venciendo al Error (Die Wahrheit besiegt den Irrtum) im Plenarsaal stammt von dem Maler González Méndez. Die Rundbogenfenster wurden von der Firma Eudaldo Amigó in Barcelona nach Entwürfen von Enric Monserdá hergestellt.
Das Gebäude wurde im Jahr 2005 unter der Nummer RI-51-0007041 in die Liste der geschützten Kulturgüter eingetragen.

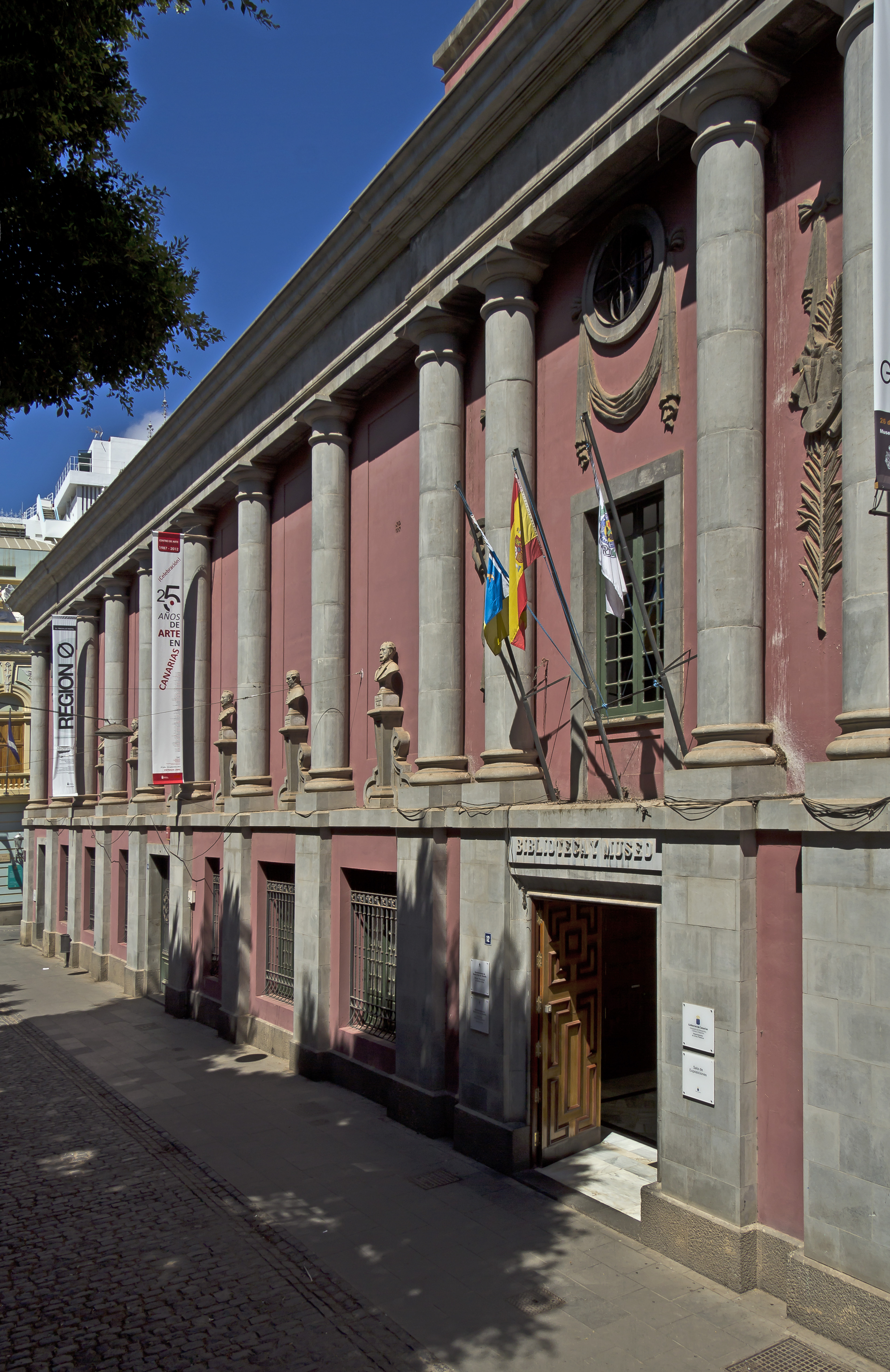
Museo de Bellas Artes

- Museo Municipal de Bellas Artes de Santa Cruz de Tenerife

Das Städtische Museum der Schönen Künste in Santa Cruz de Tenerife wurde in den Jahren 1929 bis 1938 erbaut. Es befindet sich auf dem Westteil des Grundstücks auf dem sich vorher das Franziskanerkloster San Pedro Alcantara befand. Das Gebäude wurde zusammen mit dem Gerichtsgebäude, das sich auf dem Ostteil des Grundstücks befindet, von dem Architekten Eladio Laredo Carranza entworfen. An der neoklassizistische Fassade befinden sich sieben Porträtbüsten von Personen, die auf der Insel Teneriffa geboren wurden. Es sind dies 1. der Komponist Teobaldo Power y Lugo-Viña, 2. der Sprachwissenschaftler Juan de Iriarte y Cisneros, 3. der Dichter Antonio de Viana, 4. der Schriftsteller Miguel Villalba Hervás, 5. der Ingenieur Agustín de Betancourt y Molina, 6. der Schriftsteller Àngel Guimerà i Jorge und 7. der Historiker José Viera y Clavijo.
Das Museum ist im Besitz einer Sammlung von Kunstwerken kanarischer Künstler. Eine umfangreiche Sammlung niederländischer Kunst ist eine Leihgabe des Prado-Museums in Madrid. Die städtische Bibliothek, die früher auch in diesem Gebäude untergebracht war, befindet sich heute im Tenerife Espacio de las Artes. Das Gebäude wurde im Jahr 2008 unter der Nummer RI-51-0001343 als Kulturgut unter Schutz gestellt.
- La Financiera

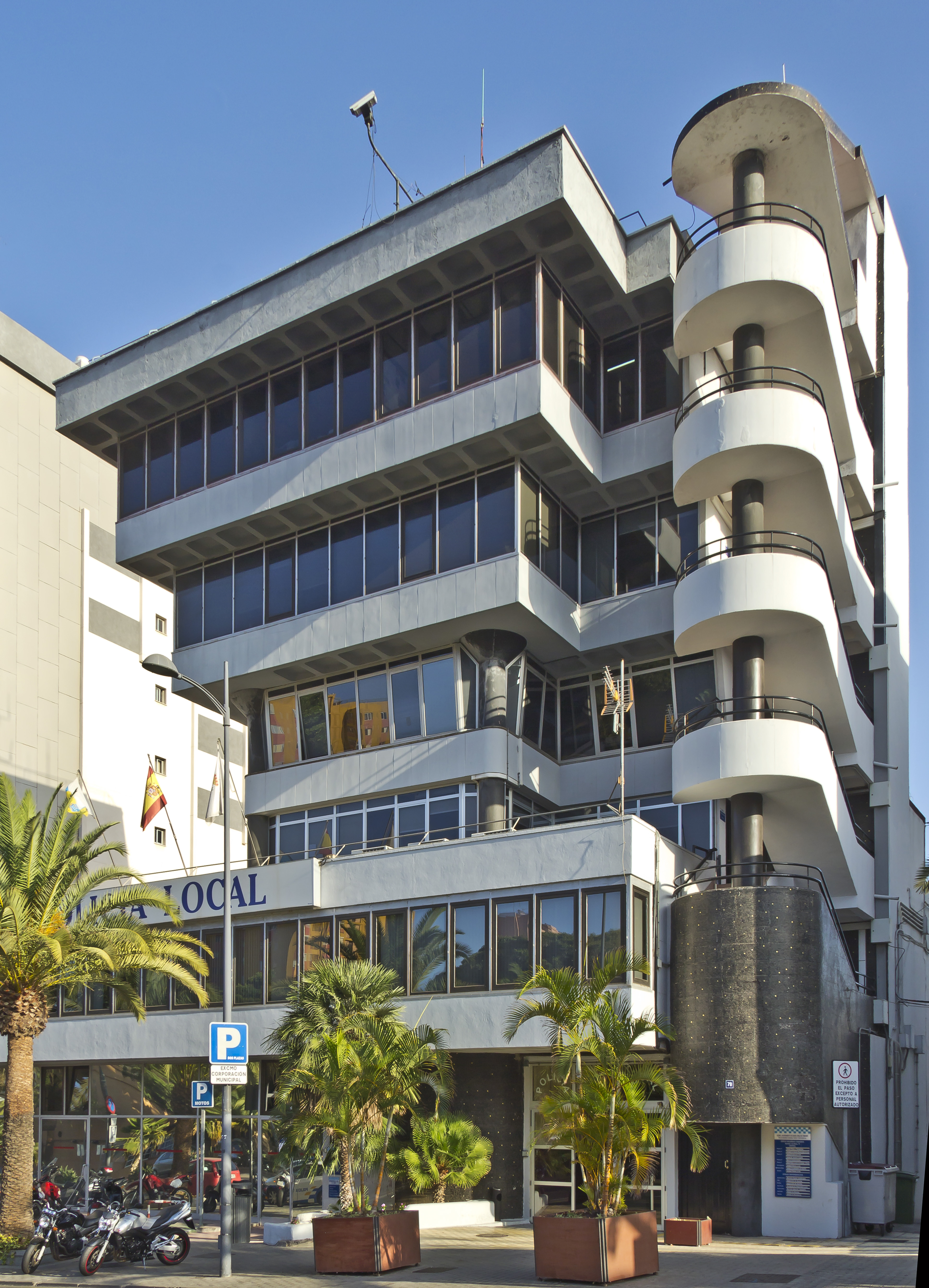
Antigua Financiera Canaria

Das Gebäude der Financiera Canaria an der Avenida Tres de Mayo in Santa Cruz de Tenerife wurde im Jahr 1957 nach den Plänen des Architekten Luis Cabrera y Sánchez-Real als Geschäftshaus erbaut. Heute befindet sich dort die Zentrale der Stadtpolizei von Santa Cruz.
Der Entwurf zeichnet sich dadurch aus, dass nach einem großen Erdgeschoss und einem eben so großen Zwischengeschoss die restlichen vier Stockwerke wie eine umgekehrte Pyramide von unten nach oben an Größe zunehmen.
Das Gebäude wurde im Jahr 2005 unter der Nummer RI-51-0010987 in die Liste der geschützten Kulturgüter eingetragen.
- Escuela de Artes Aplicadas y Oficios Artísticos

Die ehemalige Escuela de Artes Aplicadas y Oficios Artísticos (Schule für Angewandte Kunst und Handwerksberufe) wurde von Manuel de Oraá y Arcocha entworfen. Sie befindet sich an der Plaza Ireneo González in Santa Cruz de Tenerife. Der Figurenschmuck der Fassade stammt von Gumersindo Robayna.
Das Gebäude wurde als Schulgebäude geplant und ab 1894 als Kunst- und Kunstgewerbeschule genutzt, bis diese Institution als Fakultät der Universität La Laguna ein neues Gebäude im Westen der Stadt Santa Cruz de Tenerife erhielt. Das Gebäude und die Umgebung wurden im Jahr 2005 unter der Nummer RI-51-0007042 in die Liste der Kulturgüter eingetragen.
- Teatro Guimerá

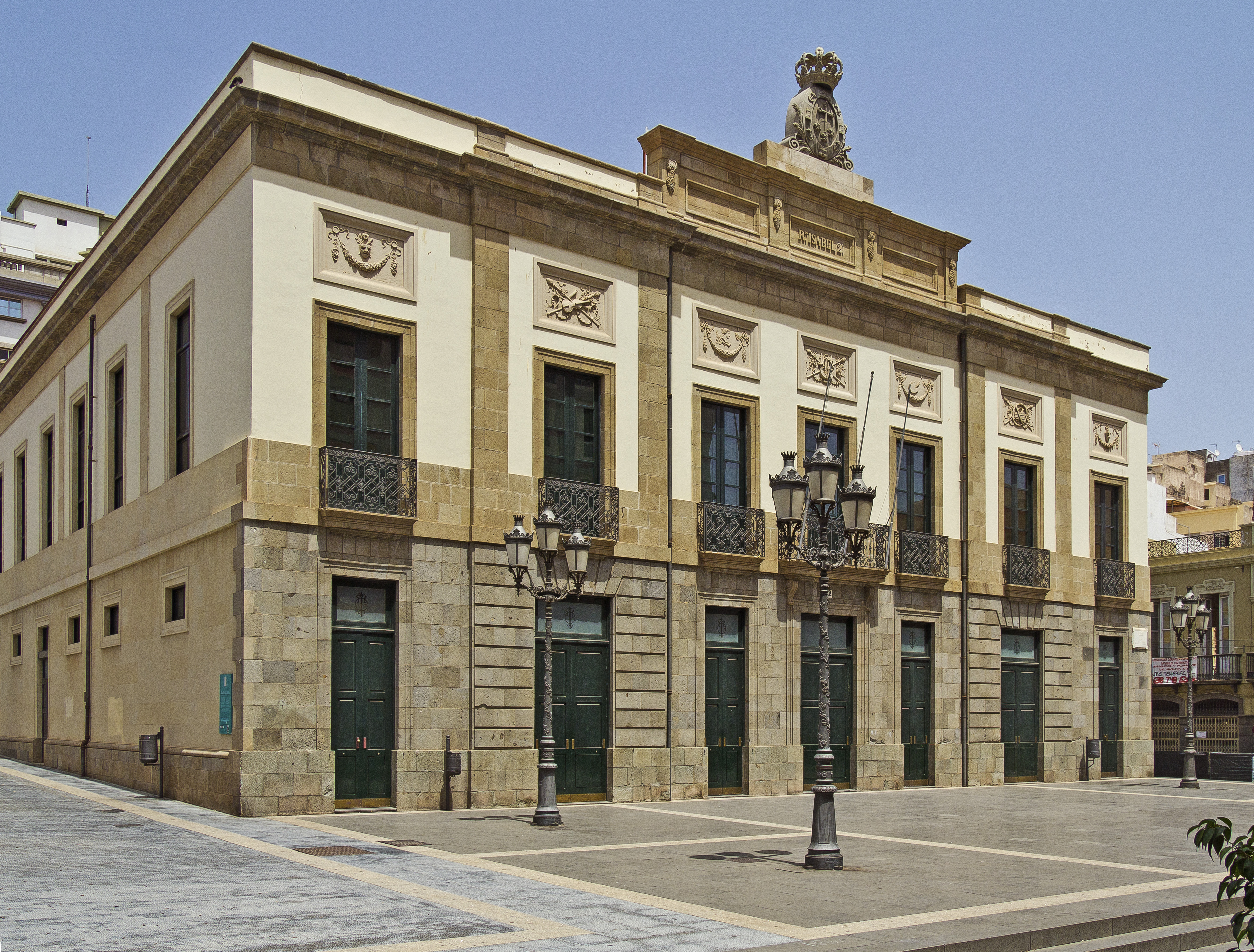
Teatro Guimera Guimera

Nach der Desamortisation in Spanien wurden alle Gebäude des Dominikanerklosters abgerissen. Auf dem Gelände wurden das Teatro Guimerá und eine Markthalle gebaut. Die Entwürfe für beide Bauwerke stammten von dem Architekten Manuel de Oraá y Arcocha. Das im Jahr 1851 fertiggestellte Theater ist das älteste auf den Kanarischen Inseln. Der erste große Umbau der Innenräume wurde 1911 nach den Plänen von Antonio Pintor durchgeführt. Ein zweiter Umbau fand in den Jahren 1989 bis 1991 statt.
Das Theater diente nicht nur für Theateraufführungen, sondern war auch Schauplatz von Filmvorführungen, Konferenzen und Bällen. Lange Zeit stand es auch im Zentrum der Karnevalsveranstaltungen. Bis zur Eröffnung des Auditorio de Tenerife „Adán Martín“ im Jahr 2003 war das Theater auch der Sitz des Orquesta Sinfónica de Tenerife. Mit der Benennung nach Àngel Guimerà i Jorge (Ángel Guimerá y Jorge in kastilischer Sprache) wird ein Schriftsteller geehrt, der in Santa Cruz de Tenerife geboren ist. Er lebte seit seiner Kindheit auf dem Festland und schrieb seine Werke in katalanischer Sprache.
Das Gebäude und die Umgebung wurden im Jahr 2008 unter der Nummer RI-51-0004828 als Kulturgut unter Schutz gestellt.
- Antiguo Mercado

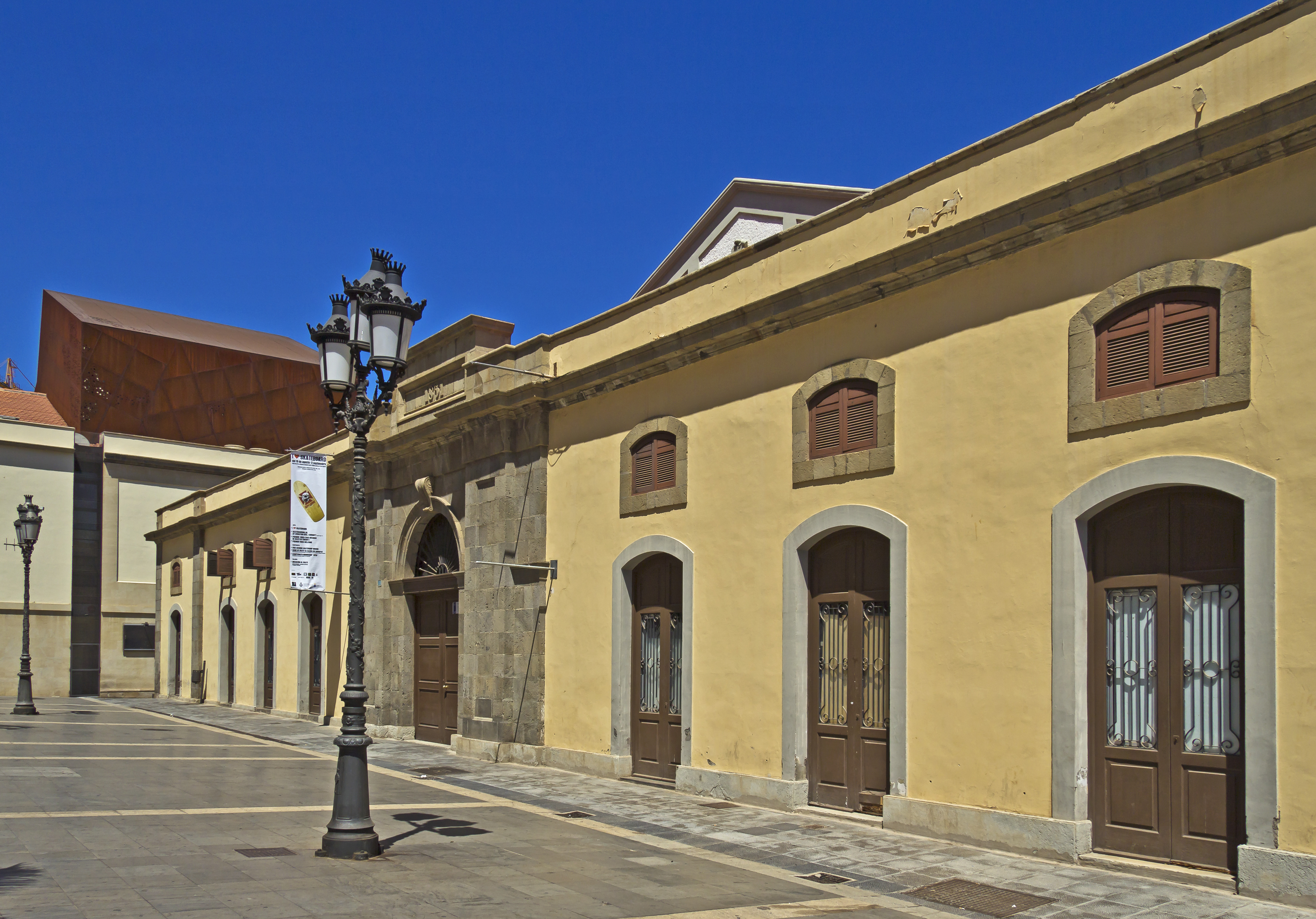
Centro de Arte La Recova

Nach der Auflösung des Dominikanerklosters gingen die Rechte an den Liegenschaften an die Gemeinde Santa Cruz de Tenerife über. Diese ließ die Gebäude abreißen und begann im Jahr 1847 damit dort eine neue Markthalle nach den Plänen des Architekten Manuel de Oraá y Arcocha zu errichten. Der Südteil des Gebäudes – der Fischmarkt – wurde ab 1851 genutzt der Bau der anderen drei Flügel des Gebäudes zog sich noch bis 1856 hin. Später wurde der Innenhof nach den Plänen von Antonio Pintor mit einem Glasdach versehen. Im Jahr 1982 wurde der alte Markt, der seine Funktion bereits durch den Bau des Mercado de Nuestra Señora de Africa und der Brücke über den Barranco de Santos verloren hatte, unter Leitung des Architekten Carlos Schwartz umgebaut und dann in ein Kulturzentrum dem Centro de Arte La Recova umgewandelt, in dem abwechselnd verschiedene Ausstellungen stattfinden.
Das Gebäude und die Umgebung wurden im Jahr 2008 unter der Nummer RI-51-0004828 als Kulturgut unter Schutz gestellt.
- Antiguo Hospital Civil

Museo de la Naturaleza y el Hombre

Das Antiguo Hospital Civil in dem sich heute das Museo de Naturaleza y Arqueología befindet, wurde ab der Mitte des 19. Jahrhunderts auf einem Gelände südlich des Barranco de Santos errichtet. Dort befanden sich seit 1745 verschiedene Einrichtungen der Krankenpflege, die zu einem bürgerlichen (im Unterschied zu dem im Westen der Stadt bestehenden militärischen) Krankenhaus ausgebaut werden sollten. Die ersten Pläne stammten von dem Architekten Manuel de Oraá y Arcocha. Durch ein Feuer im Jahr 1888 wurden Teile des Krankenhauses zerstört. Durch den Bau des Universitätskrankenhauses wurde das Gebäude frei für andere Nutzungen. Nach verschiedene Umgestaltungen ab dem Jahr 1993, war es möglich, dem Besucher eine umfangreiche Sammlung von Ausstellungsstücken, die die geologische, biologische und ethnographische Geschichte der kanarischen Inseln und besonders der Insel Teneriffa darstellen, zu präsentieren. Außer der Dauerausstellung zeigt das Museum immer wieder Sonderausstellungen zu einzelnen Aspekten des Themenbereichs. Ein Angebot an Workshops, besonders auch für Kinder und Jugendliche erweitert das Angebot des Museums.
Das Gebäude wurde im Jahr 2004 unter der Nummer RI-51-0004989 in die Liste der Kulturgüter eingetragen.
- Parlamento de Canarias

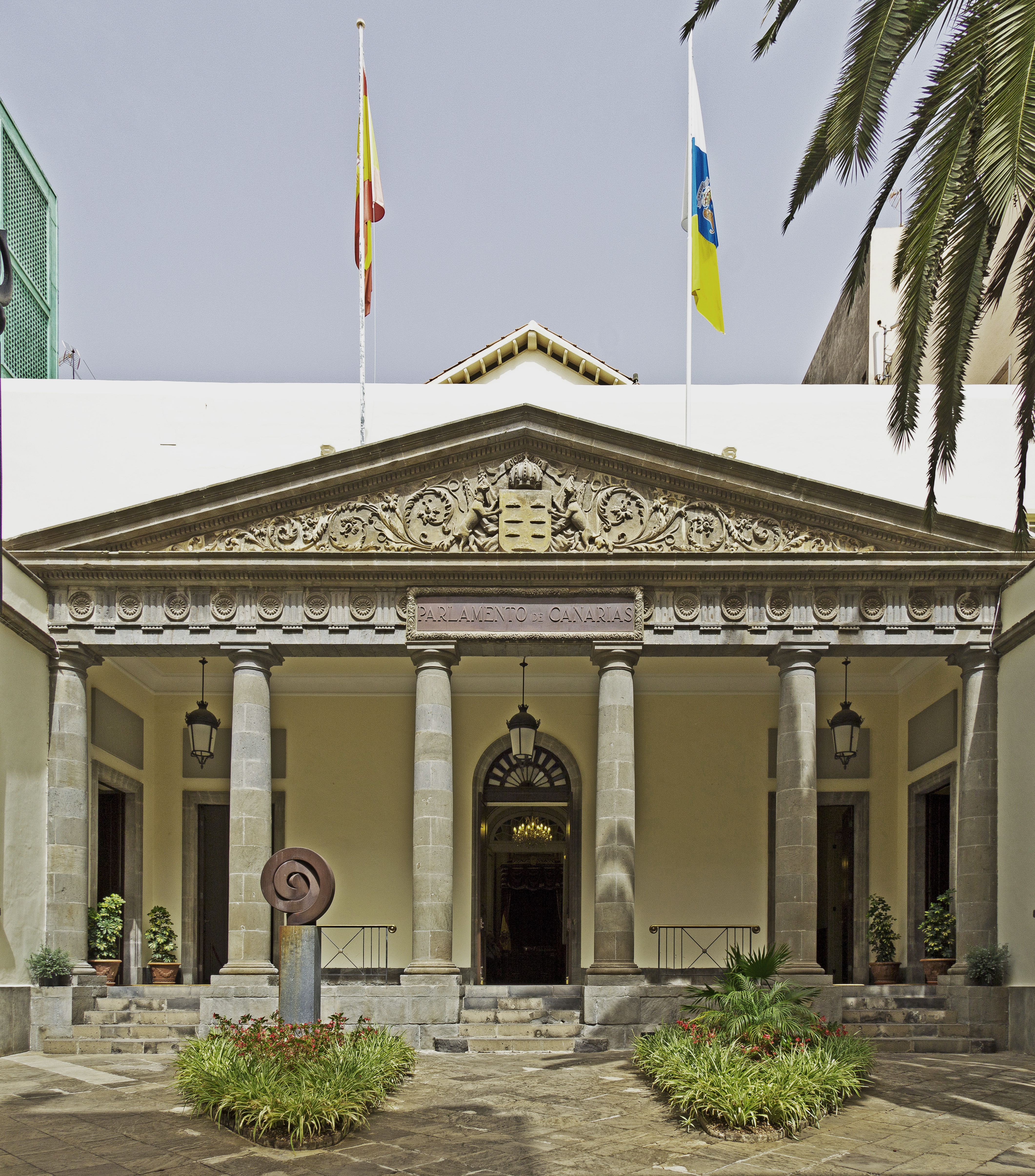
Parlament der Kanarischen Inseln

Das Gebäude, in dem heute das Parlament der Kanarischen Inseln (Parlamento de la Comunidad autónoma de Canarias) in Santa Cruz de Tenerife seine Plenarsitzungen abhält, wurde in den Jahren 1883 bis 1886 erbaut. Die Sociedad Musical Santa Cecilia beauftragte den Architekten Manuel de Oráa mit dem Entwurf eines Konzertsaals und einer Musikakademie. Die Deckenbemalung enthält noch die Namen von Musikern, die seinerzeit beim Konzertpublikum hoch in der Gunst standen.
Die Musikvereinigung stellte, trotz der Einnahmen aus zahlreichen Benefizkonzerten die Zahlungen an die am Bau beteiligten Firmen wegen Zahlungsunfähigkeit ein. Der Saal wurde daraufhin zum Sitzungssaal der Stadtversammlung umgebaut. Dazu musste die Bühne entfernt und der Zuschauerraum grundlegend umgestaltet werden. In den Jahren direkt nach 1900 schuf der Künstler Manuel Gonzalez Mendez die heute noch an der Stirnwand des Saales vorhandenen Bilder El desembarco und El Adelantado y los guanches. Ab dem Jahr 1902 hielt die „Mancomunidad de Cabildos Interinsulares“ hier ihre Sitzungen ab. Mit der Rechtsverordnung vom 19. April 1985 legte die Autonome Regierung der Kanarischen Inseln fest, dass das Gebäude endgültig in einen Plenarsaal für das Regionalparlament umgestaltet werden sollte. Der Architekt José Miguel Márquez Zárate bekam den Auftrag die Umbauarbeiten zu planen und zu leiten.
Im, auf und vor dem Parlamentsgebäude befindet sich eine große Anzahl von Plastiken kanarischer Künstler aus neuerer Zeit.
Das Gebäude und die Umgebung wurden im Jahr 2008 unter der Nummer RI-51-0011237 als Kulturgut unter Schutz gestellt. ,
- Edificio Villasegura

Der 1904 verstorbene Imeldo Serís Granier, Marques de Villasegura hinterließ der Stadt Santa Cruz de Tenerife ein Vermächtnis von 10 000 Peseten mit der Auflage mit dem Geld ein Gebäude für Bildungszwecke errichten zu lassen. Im Jahr 1909 begannen an der Avenida del 25 de Julio Bauarbeiten für eine Seefahrtschule. Die Entwürfe stammten von der Architekten Manuel de Cámera y Cruz. Als im Jahr 1922 die Bauarbeiten immer noch nicht abgeschlossen waren, übernahm das Cabildo de Tenerife das Projekt. In den Abrechnungen der Jahre 1924 bis 1929 tauchen in den Abrechnungen des Cabildos für Arbeiten an der Seefahrtschule auf. Im Jahr 1928 starb der Architekt und Antonio Pintor wurde der neue Bauleiter. Endlich, im Jahr 1939 konnte das Gebäude als Wirtschaftsschule genutzt werden. Heute (2013) befindet sich im Edificio Villasegura eine Außenstelle der Wirtschaftswissenschaftlichen Fakultät der Universität La Laguna. Die Reliefbüsten an der Fassade, die Agustin de Bethencourt y Molina und José de Viera y Clavijo darstellen, wurden von Eduardo Tarquis geschaffen. Das Gebäude und die Umgebung wurden im Jahr 2006 unter der Nummer ARI-51-0007049 als Kulturgut unter Schutz gestellt.
- Plaza Weyler

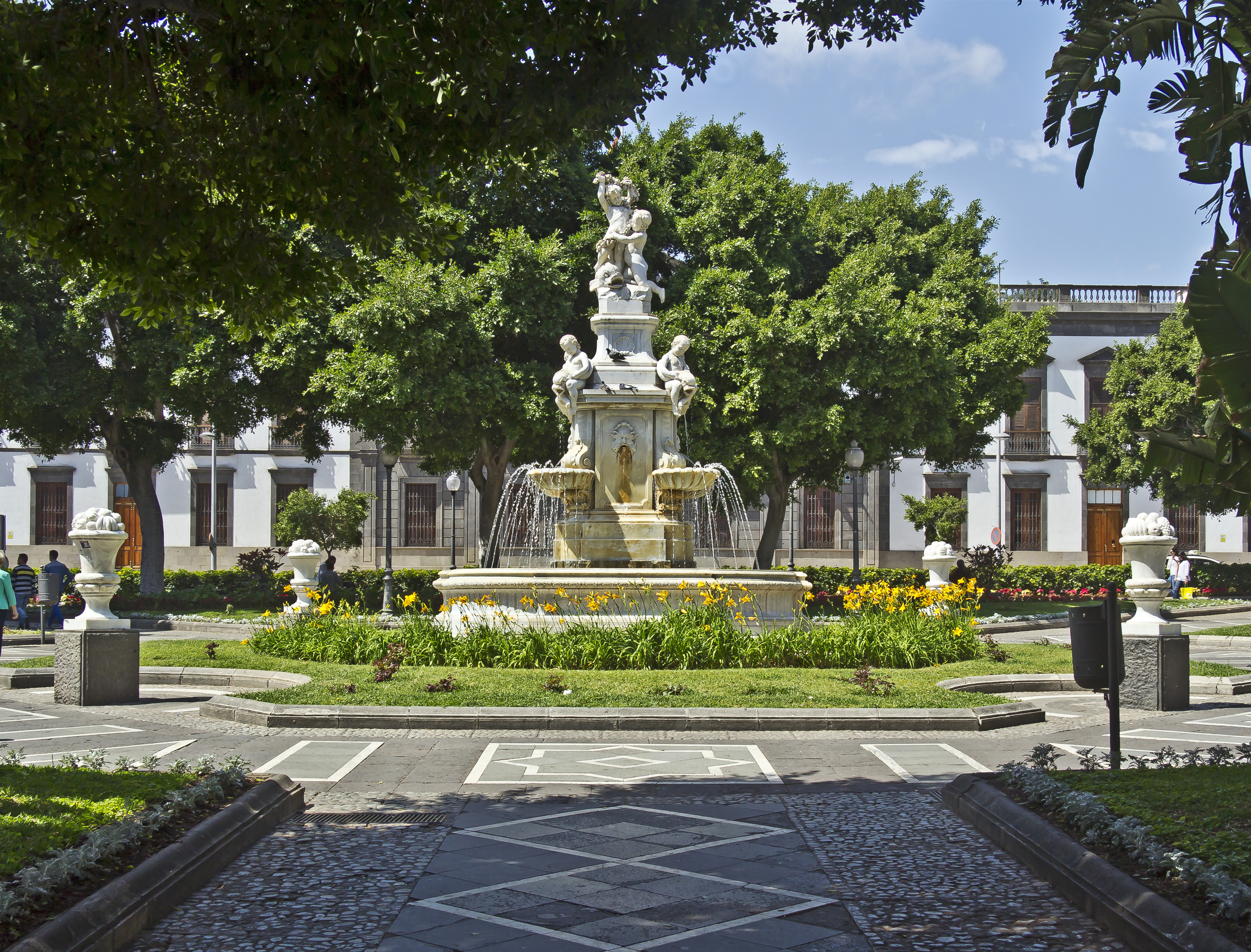
Plaza Weiler

Bereits vor der Verabschiedung des Gesetzes Del patrimonio histórico Español (Vom historischen Erbe Spaniens) im Jahr 1985 wurde die Plaza Weyler zum Conjunto Histórico Artistico (Ensemble von historisch-künstlerischer Bedeutung) erklärt.
Der Platz befindet sich am oberen Ende der Calle Castillo, der Haupteinkaufsstraße der Stadt. Seine derzeitige Gestaltung stammt aus dem Jahr 1893. Der Brunnen aus Carrara-Marmor wurde im Jahr 1899 aufgestellt.
Die komplette Westseite des Platzes nimmt seit 1885 der Palacio de Capitanía General ein, der frühere Amtssitz des Generalkapitäns der Kanarischen Inseln. Er wurde auf Betreiben des damaligen Generalkapitäns Valeriano Weyler errichtet.
Im Jahr 1985 wurde das Gebäude, nach den 1985 geänderten Voraussetzungen, unter der Nummer ARI-51-0007046 als Monumento in die Liste der Kulturgüter eingetragen.
- El Cementerio de San Rafael y San Roque

Im Jahr 1810 wurde José Guezala Bignoni von dem Bürgermeister der Stadt damit beauftragt einen Platz zu finden, an dem die Toten der Gelbfieberepidemie bestattet werden konnten. Die Möglichkeiten die Toten wie bisher in der Kirchen Concepcion oder San Telmo beizusetzen waren erschöpft. Als am 6. November 1810 der Gemeindepfarrer und der Beauftragte der Stadt für Bauangelegenheiten den Platz besichtigten, wurde dieser noch am gleichen Tag geweiht und vier Tote beerdigt. Nach einer Bauzeit von 13 Jahren wurde der Friedhof, der in der Folgezeit in einen katholischen und einen evangelischen Bereich aufgeteilt wurde, im Jahr 1823 fertiggestellt. In dem Bereich der Toten evangelischen Glaubens wurden in erster Linie die Toten der englischen Gemeinde beigesetzt. Man geht heute davon aus, dass auf dem Friedhof ca. 700 Personen begraben wurden, von denen etwa 60 % bekannt sind, darunter einige prominente Persönlichkeiten wie zum Beispiel Sabin Berthelot.
Der Friedhof wurde im Jahr 2006 unter der Nummer RI-51-0007044 als Kulturgut unter Schutz gestellt.

### Gebäude von Privatpersonen oder Vereinigungen
- Círculo de Amistad XII de Enero

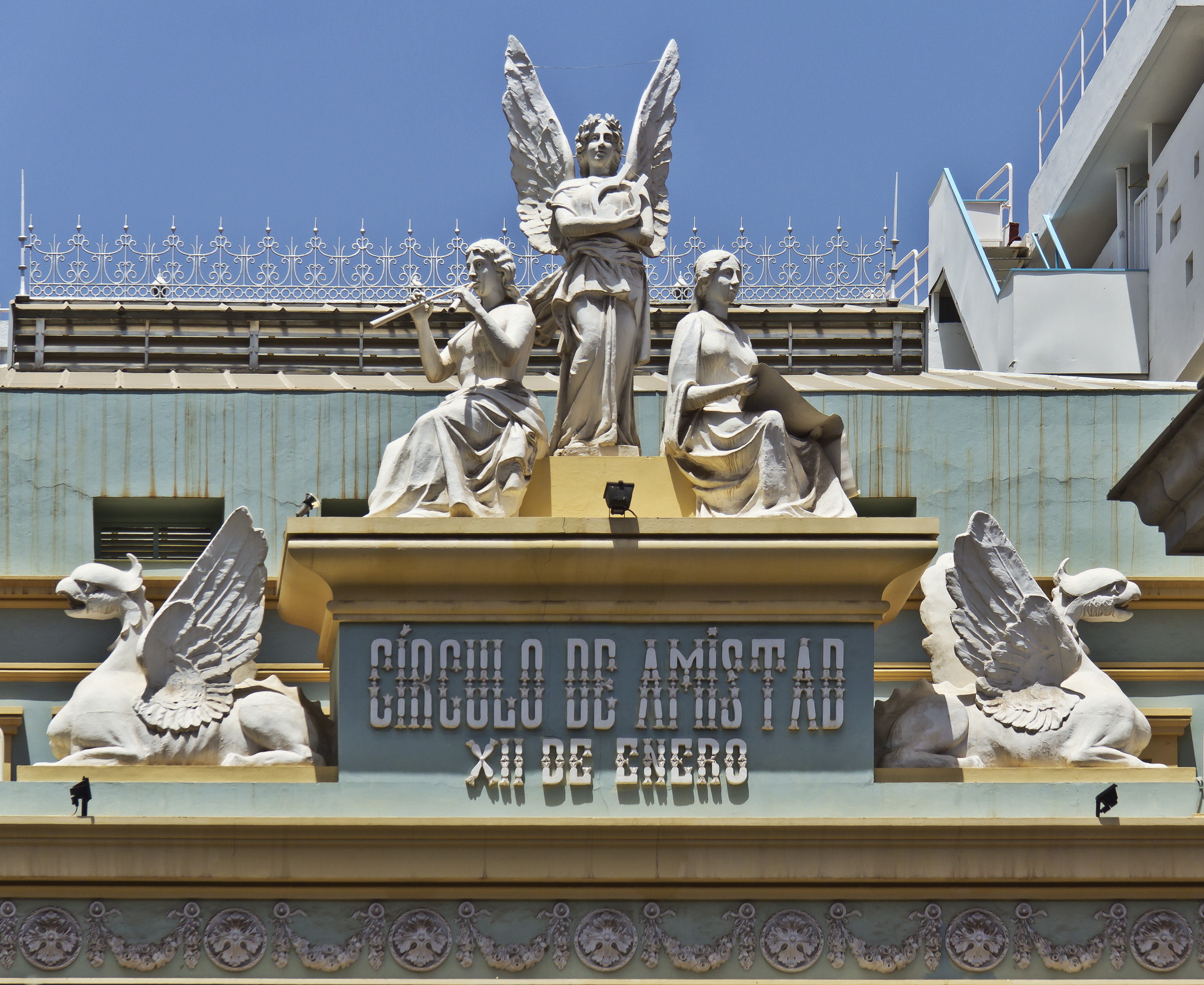
Círculo de Amistad XII de Enero

Der Círculo de Amistad XII de Enero ist eine Vereinigung für Freizeitgestaltung. Diese Vereinigung widmet sich verschiedenen Interessengebieten wie Sport, Folklore und Geselligkeit. Sie wurde 1903 durch den Zusammenschluss verschiedener Gesellschaften, die ihren Ursprung z. T. in der Mitte des 19. Jahrhunderts hatten gegründet. Im Jahr 1904 wurde beschlossen ein repräsentatives Gebäude für die Aktivitäten zu erstellen. Ein Jahr später wurde mit dem Bau in der Calle Ruiz de Padrón, direkt an der Plaza de Príncipe de Asturias begonnen. Der Entwurf stammte von dem Architekten Mariano Estanga y Arias Girón. Er erschuf ein Gebäude im für ihn und die damalige Zeit typischen Stil des Eklektizismus. Durch verschiedene Umbaumaßnahmen im Inneren und die Einbeziehung des ehemaligen Sitzes der Vereinigung in der Calle Emilio Calzadilla, also der Rückseite des Gebäudes, nach Plänen der Architekten José Marrero Regalado (1934) und Tomás Machado y Mendez Fernández de Lugo (1958 und 1961) wurde die Struktur verändert. Die Fassade in Richtung der Plaza de Príncipe blieb allerdings in ihrer ursprünglichen Gestalt bestehen. Das Dekorationskonzept der Fassade zur Plaza Prinzipe de Asturias wurde von Teodomiro Robayna und Eduardo Tarquis entworfen. Das Gebäude und die Umgebung wurden im Jahr 2006 als Kulturgutunter der Nummer RI-51-0008723 unter Schutz gestellt.
- Antiguo Colegio de La Asunción

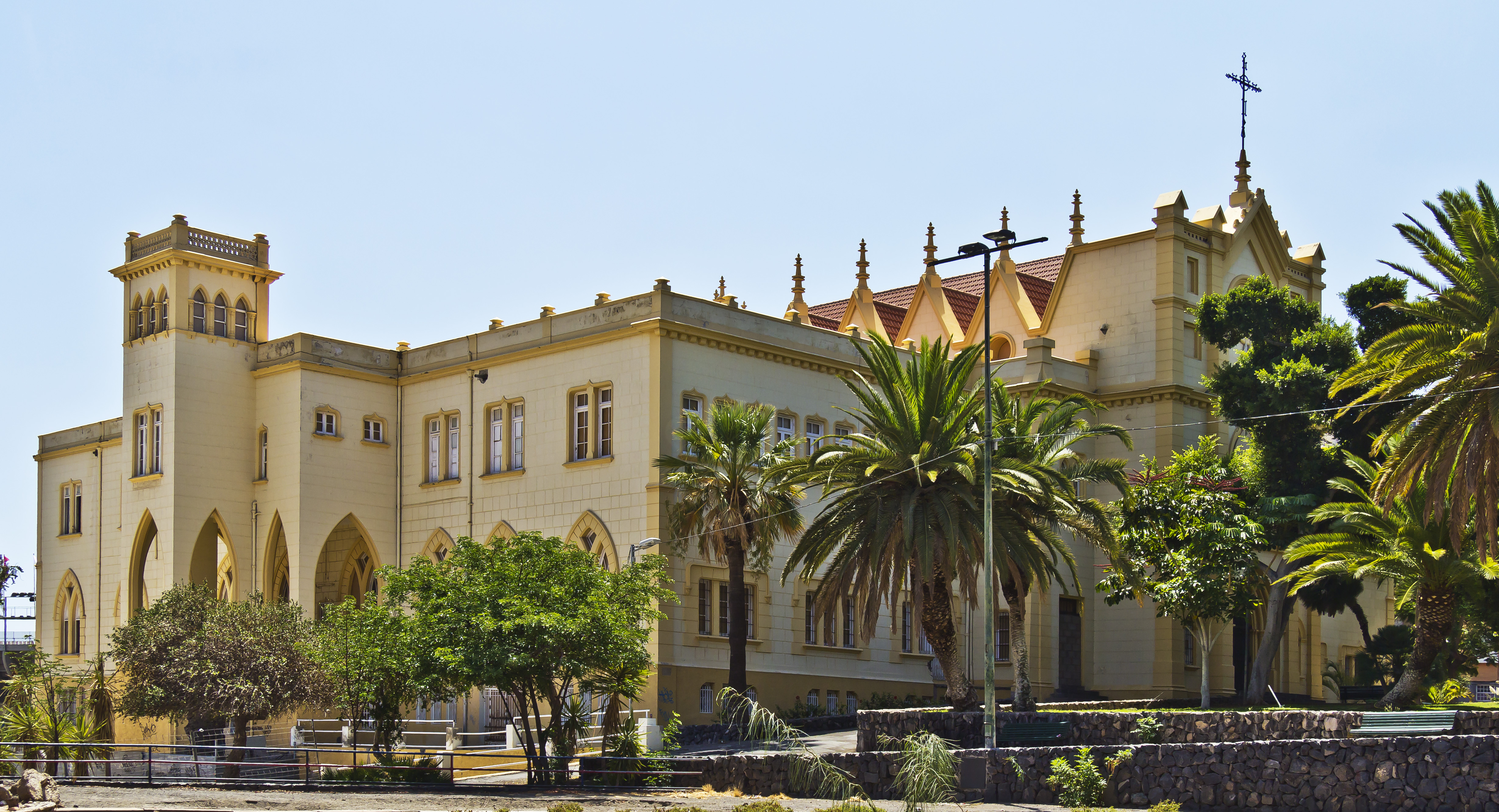
Colegio de la Asunción

Das gesamte 19. Jahrhundert über mangelte es in Santa Cruz de Tenerife an Bildungseinrichtungen. Dieser Mangel wurde am Ende des Jahrhunderts durch private Schulen weitgehend behoben. Um die Jahrhundertwende fehlte aber immer noch eine Schule für die Töchter der gehobenen Schichten. Daher trat die Stadtverwaltung mit verschiedenen weiblichen Ordensgemeinschaften in Kontakt. Im Jahr 1903 mietet eine aus Belgien stammende Gruppe der Religiosas agustinas de la Asunción ein Gebäude, um dort Unterricht zu erteilen. Der Architekt Mariano Estanga y Arias Girón wurde beauftragt eine angemessene Unterkunft für die Schule zu schaffen. Die Bauarbeiten begannen im Frühjahr 1905. Der Bauplatz lag an der Kreuzung der heutigen Avenida La Asunción und der Avenida San Sebastián. Im Jahr 1916 übernahm Antonio Pintor y Ocete die Bauleitung. Er änderte die Pläne zum Bau der Kapelle, die das zentrale Element der Hauptfassade bildet. Die Änderungen entsprachen aber nicht dem Geschmack der Kongregation. Daher wurde im Jahr 1921 der Architekt Aguado aus Madrid mit weiteren Änderungen beauftragt.
Der Schulbetrieb wurde im Jahr 1978 eingestellt. Das Gebäude wurde für Ausstellungen und Kongresse genutzt. Seit einigen Jahren ist das Antiguo Colegio de La Asunción wegen Renovierungsarbeiten gesperrt. Das Gebäude ist von einem Park umgeben, in dem seit der ersten Exposición Internacional de Esculturas, neben anderen Kunstwerken, die Plastik „Femme Bouteille“ von Joan Miró aufgestellt ist.
Das Gebäude wurde im Jahr 2006 unter der Nummer RI-51-0007048 als Kulturgut unter Schutz gestellt.
- Palacio de Carta

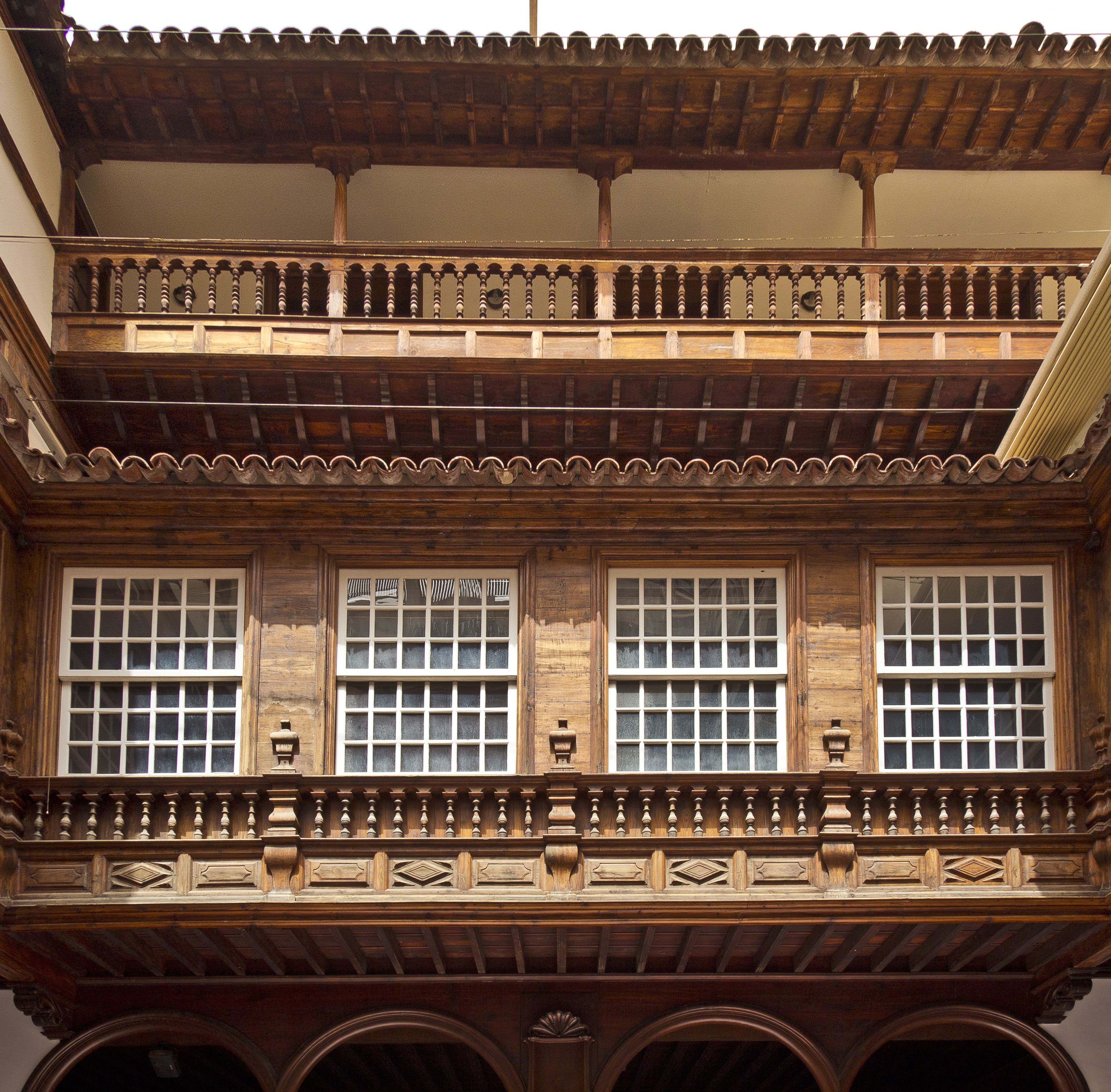
Innenhof des Palacio de Carta

Das Gebäude an der Plaza de la Candelaria wird, um es von der Casa Carta an der Plaza de la Iglesia und der Casa Carta im Valle Guerra zu unterscheiden, als Palacio de Carta bezeichnet. Matías Rodríguez Carta und seine Frau María de la Concepcion Domínguez ließen 1721 das von ihnen gekaufte Haus an der Plaza de la Pila (heute Plaza de la Candelaria) von Grund auf neu errichten. Die Bauarbeiten zogen sich über mehr als 30 Jahre bis zum Jahr 1752 hin, wenngleich das Gebäude bereits seit 1742 bewohnt wurde. Es wird angenommen, dass die Baupläne von dem Militäringenieur Francisco de la Pièrre stammen. Die Holzarbeiten in den Innenhöfen wurden von den aus La Laguna stammenden Bartolomé und Pedro Álvarez Ferrer ausgeführt. Der Palacio zeichnet sich insbesondere durch einen, von der Plaza de la Candelaria kaum wahrzunehmenden Turm und durch die Patios (Innenhöfe) aus, die bemerkenswerte Balkone und Galerien aus Holz besitzen.
Das Gebäude diente lange Zeit als Wohnhaus der Familie Carta. Später wurde es Comandancia General und dann Sitz des Zivilgouverneurs. Nachdem es lange leer gestanden hatte, wurden Renovierungsarbeiten besonders an der Fassade in Richtung der Calle Bethencourt Afonso notwendig, die dort zu einem veränderten Aussehen führten. Im Jahr 1956 wurde in dem Gebäude eine Zweigstelle der Banco Español de Credito eingerichtet. z. Zt. (2013) steht der Palacio de Carta leer und wird nur gelegentlich für Ausstellungen genutzt.
Das Gebäude wurde im Jahr 1947 als Monumento historico-artistico unter Schutz gestellt. Im Jahr 2004 wurde das Gebäude, nach den 1985 geänderten Voraussetzungen unter der Nummer ARI-51-0001208 in die Liste der Kulturgüter eingetragen.
- Casino de Tenerife

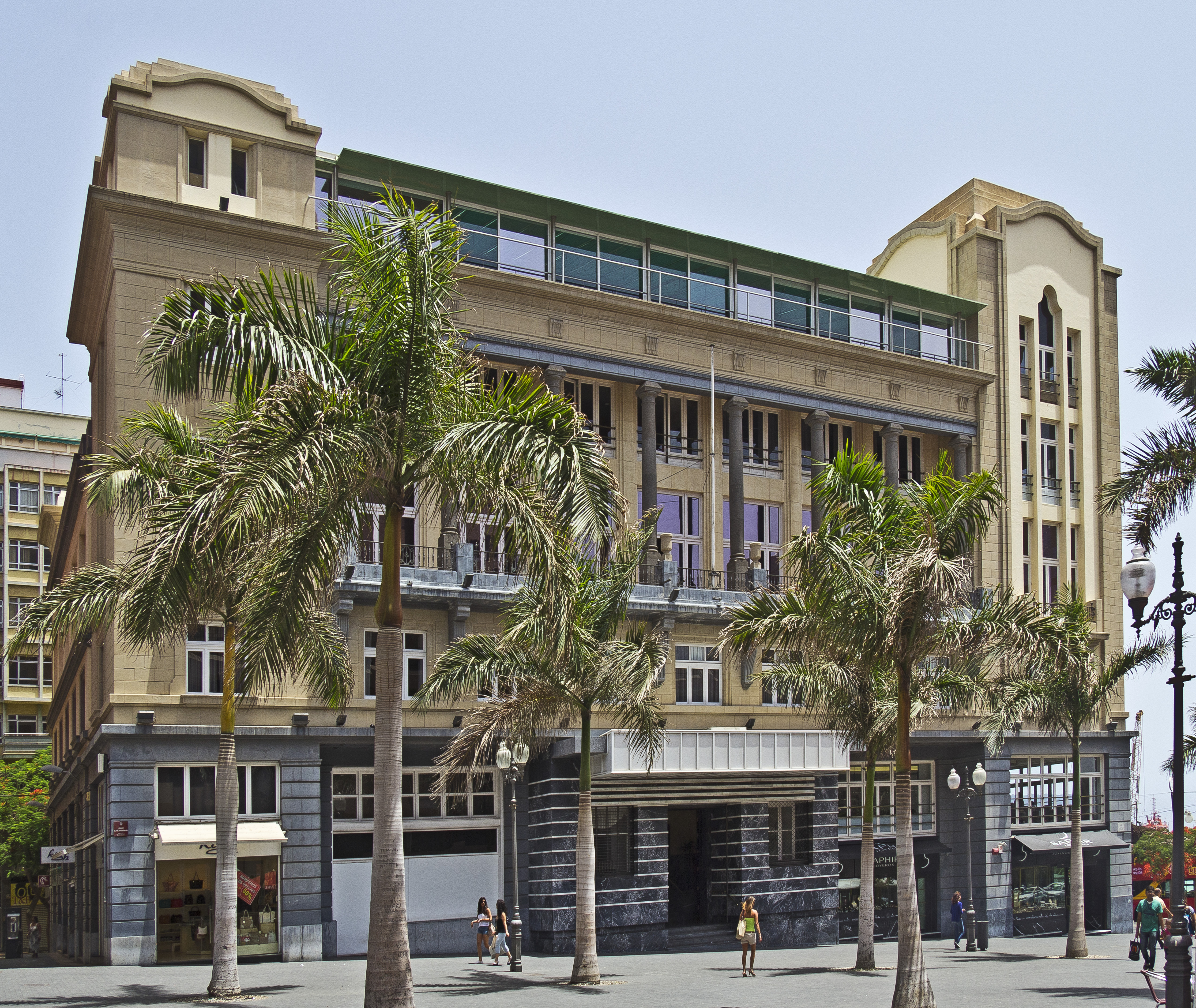
Casino de Tenerife

Die Vereinigung „Real Casino de Tenerife“ wurde im Jahr 1840 als eine Art Gentlemen’s Club gegründet. Die Vereinigung widmete sich der Kultur und der Erholung. Nachdem sich das Casino in wechselnden Häusern, immer in der Nähe der heutigen Plaza de la Candelaria befand, wurde im Jahr 1930 mit dem Bau des neuen Gebäudes an der nordöstlichen Ecke der Plaza de la Candelaria begonnen. Da der Plan einer auch nach außen rationalistischen Architektur von den Mitgliedern abgelehnt wurde, erstellte der Architekt Miguel Martín Fernández de la Torre einen Entwurf, der zwar Fassaden im Stil des Eklektizismus vorsah, im Inneren allerdings vom Rationalismus geprägt war. Ab dem Jahr 1935 konnten beide Flügel genutzt werden. Die Renovierungen und Umbauten im Jahr 1954 führten zu keinen grundlegenden Veränderung des Gebäudes. Als besonders bemerkenswert gelten die Wandbemalungen von Néstor Martín-Fernández de la Torre (dem Bruder des Architekten) und von José Aguiar sowie eine Reihe von Ölgemälden verschiedener Künstler aus den 1930er Jahren.
Das Gebäude und die dazugehörigen Gemälde wurden im Jahr 2006 unter der Nummer RI-51-0007420 als Kulturgut unter Schutz gestellt.
- Casa Sixto Machado

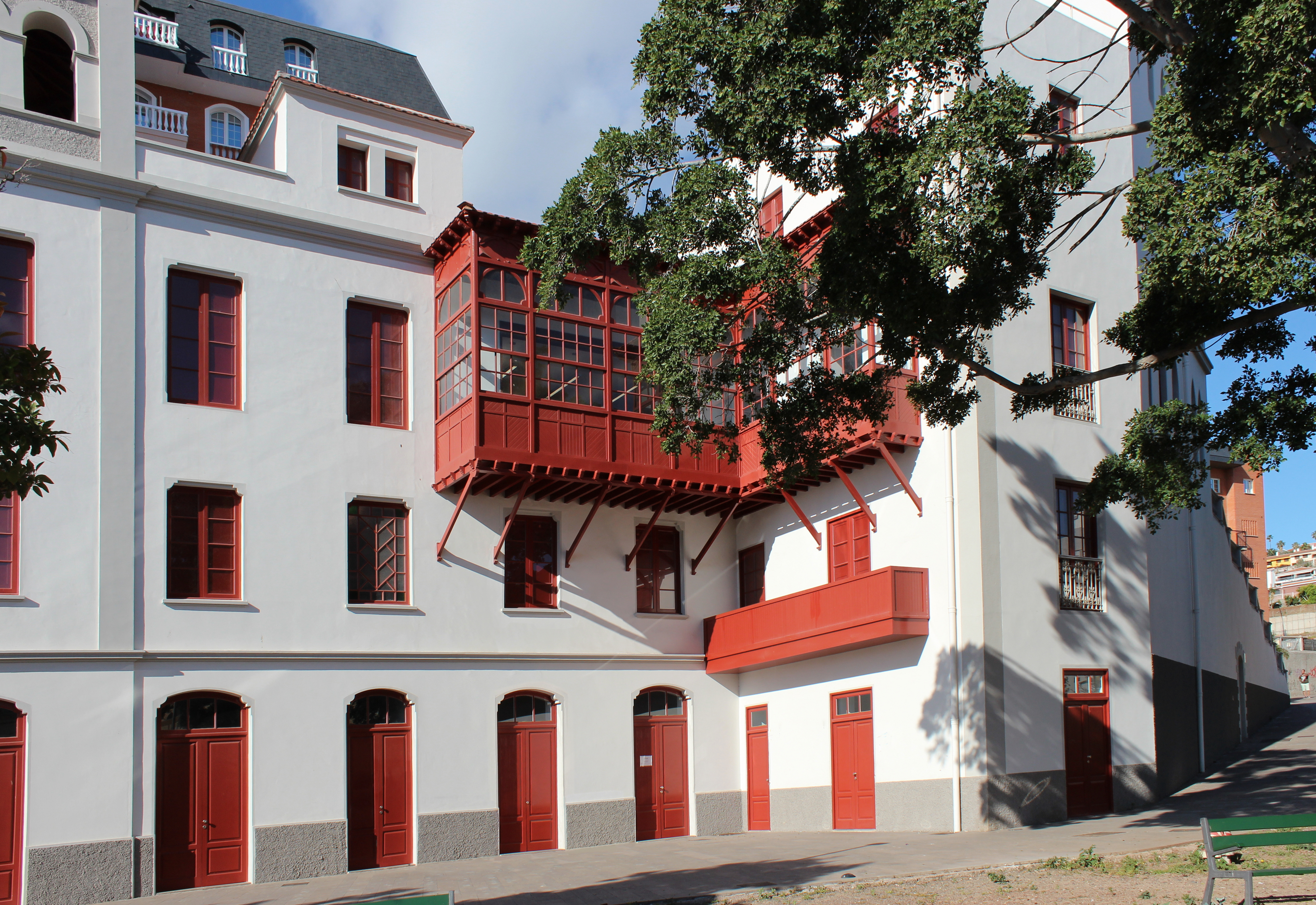
Casa Sixto Machado

Im Jahr 1914 ließ Don Sixto Machado Pérez sich ein Haus westlich der Innenstadt von Santa Cruz de Tenerife bauen. Es wird angenommen, dass die Pläne von dem Architekten Mariano Estanga y Arias Girón stammten. Das Gebäude besteht aus zwei rechteckigen Flügeln die in einem stumpfen Winkel aneinander stoßen. Im Scheitelpunkt der Gebäude steht ein Turm. Der Turm zeigt, insbesondere bei den Spitzbogenfenstern, Merkmale der Neugotik. Die beiden Gebäudeflügel zeigen eine Vielfalt historistischer Elemente verschiedener Epochen.
Als die Casa Sixto Machado im Jahr 2001 in die Liste der Kulturgüter eingetragen wurde, gab es nur noch eine Ruine, die durch jahrelange Verwitterung nach verschiedenen Bränden als nicht mehr zu retten galt. Im Jahr 2003 begann der Urenkel des ersten Eigentümers mit der Sicherung des vorhandenen Bestandes, der Entkernung und Wiedererrichtung. Da keinerlei Pläne vorhanden waren, konnte man sich nur auf die Analyse des Vorhandenen, Fotos und Berichte von Personen stützen, die das Gebäude vor der Zerstörung kannten. Für die Architektenkammer der Kanarischen Inseln gilt die Wiederherstellung als eines der gelungensten Beispiele des Denkmalschutzes.
Im Jahr 2001 wurde das Gebäude unter der Nummer ARI-51-0010603 in die Liste der Kulturgüter eingetragen.
- Casa Mascareño

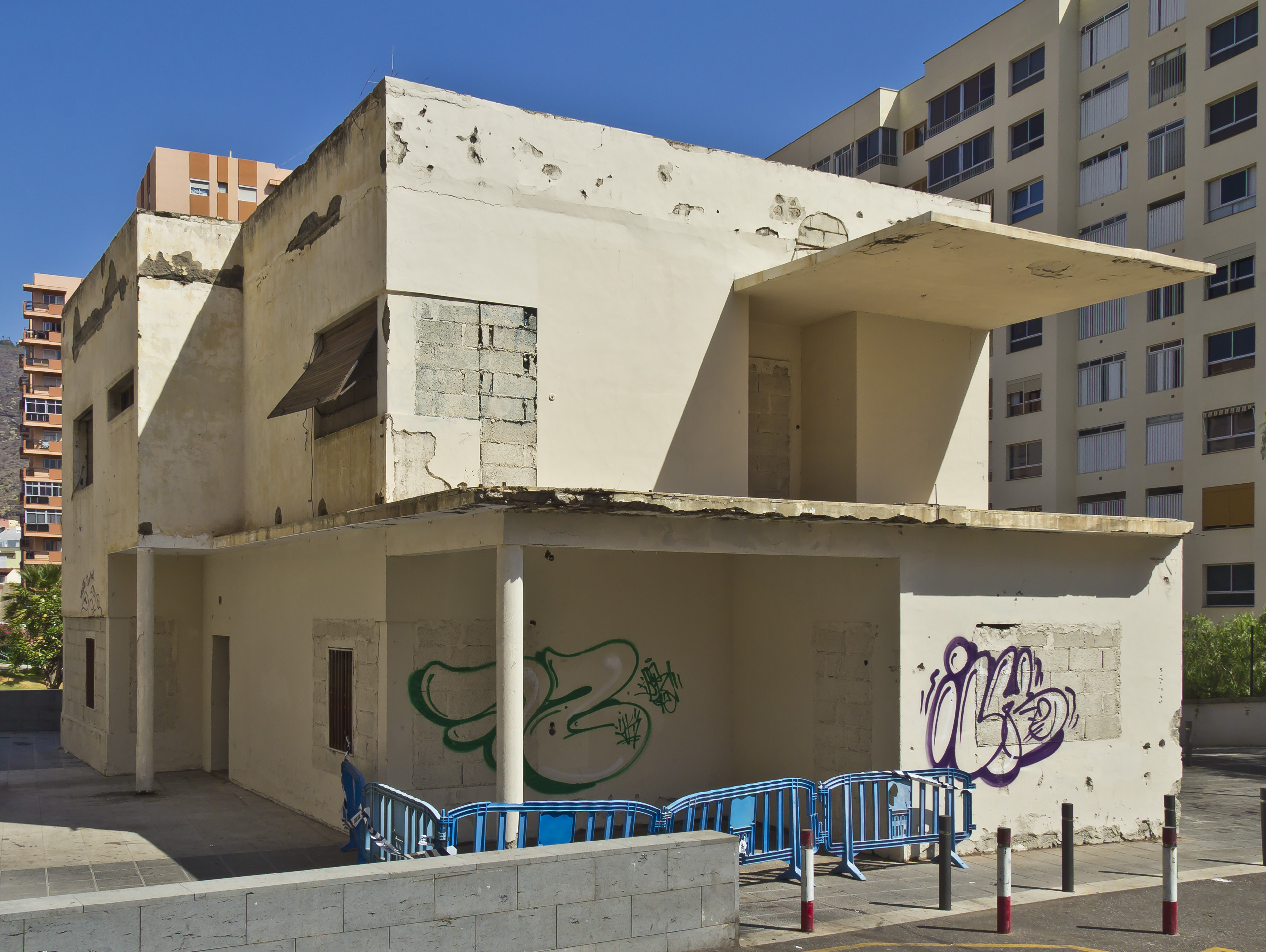
Casa Mascareño

Die Casa Mascareño wurde Ende des Jahres 1934 im Auftrag von Carmelo Mascareño von dem Architekten José Blasco Robles entworfen. Das Ende 1935 fertiggestellte Gebäude stellt ein Beispiel für einen auf das Klima der Kanarischen Inseln bezogenen Rationalismus dar. Der Begriff Form follows function wurde an diesem Gebäude in dem Sinn, wie ihn die Bauhausarchitekten verstanden konsequent verwirklicht. Dabei wurde die Ausrichtung nach der Himmelsrichtung, die Materialverwendung sowie die (damalige) Umgebung in die Planung einbezogen. Das zeigt sich besonders an den Terrassen mit Sonnendächern und der Anordnung der Fensteröffnungen und dem Fehlen der örtlich üblichen ornamentalen Verzierungen.
Das Gebäude wurde im Jahr 2001 unter der Nummer RI-51-0010602 als Kulturgut unter Schutz gestellt.
Zu diesem Zeitpunkt stellte die Casa Mascareño bereits ein Monument mit zugemauerten Öffnungen und einem unangemessenen Umfeld dar. Die Stadt Santa Cruz de Tenerife plant das Gebäude zu restaurieren und als Stadtteilbüro zu verwenden.
- El Templo Masónico

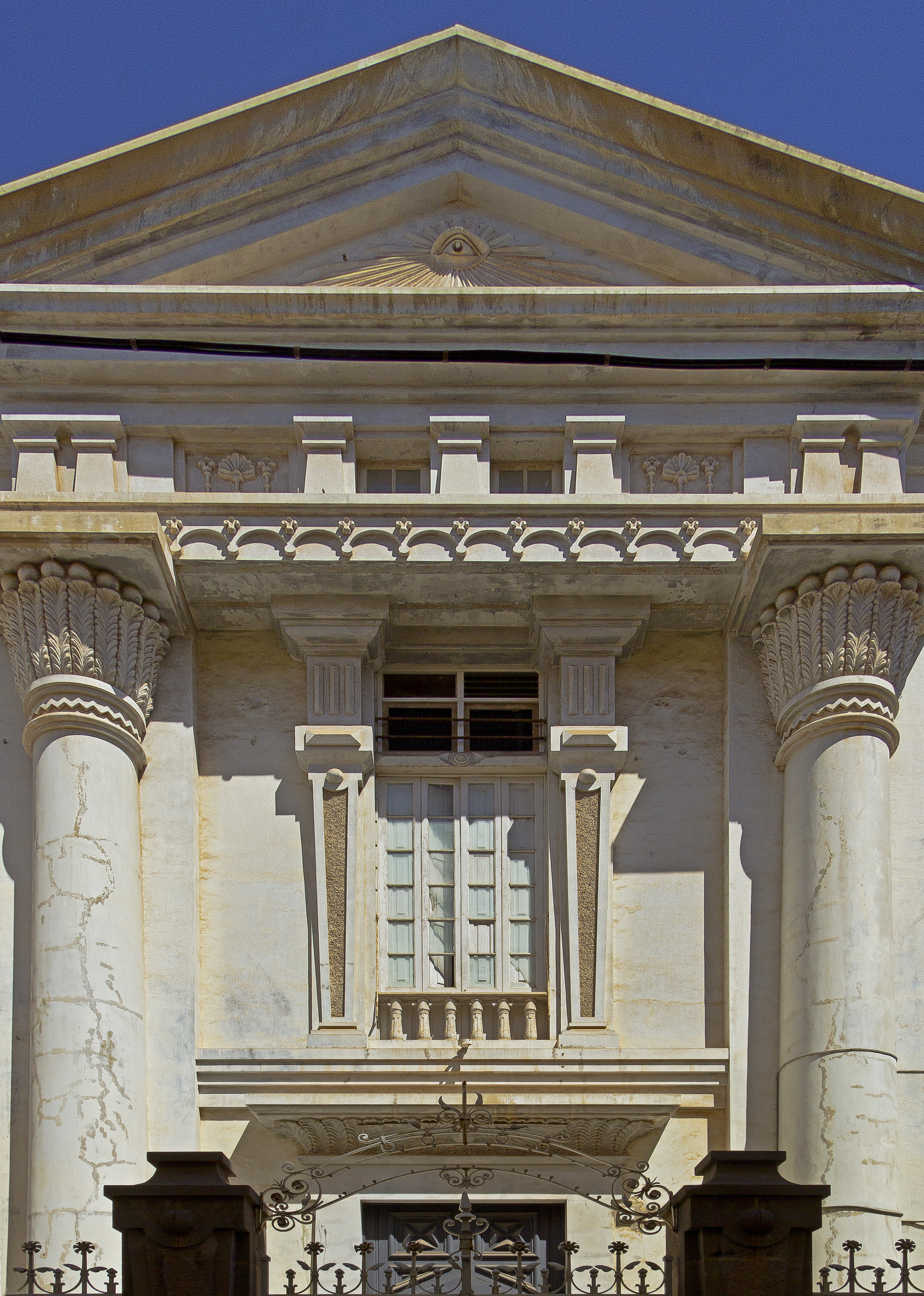
Freimaurer-Tempel

Der Freimaurer-Tempel von Santa Cruz de Tenerife ist einer der wenigen Gebäude dieser Art, das die Zeit des Franquismus überstanden hat.
Die im Jahr 1895 gegründete Freimaurerloge Añaza ließ es zu Beginn des 20. Jahrhunderts errichten. Im Jahr 1902 wurde es seiner Bestimmung übergeben. Die Fassade wurde allerdings erst im Jahr 1920 fertiggestellt. Der Architekt war Manuel de Cámara. Nach dem Putsch in Spanien am 18. Juli 1936 und dem Verbot der Freimaurer übernahm das Verteidigungsministerium das Gebäude und richtete dort eine Außenstelle der Militärapotheke ein. Die Inneneinrichtung verschwand und die Wandgestaltungen wurden entfernt. In den 1990er Jahren wurde das Gebäude geschlossen. Im Jahr 2001 wurde es von der Stadt Santa Cruz de Tenerife gekauft. Es steht leer und ist dem Verfall weitgehend preisgegeben.
Das Gebäude wurde im Jahr 2007 unter der Nummer RI-51-0010945 als Kulturgut unter Schutz gestellt.

### Befestigungsanlagen
Nach der Rechtsverordnung des Ministeriums für Nationale Bildung vom 22. April 1949 über den Schutz von spanischen Befestigungsanlagen stehen diese auch ohne besondere Feststellung unter Schutz. Die Rechtsverordnungen der kanarischen Regierung zu diesem Thema betreffen meist die genaue Abgrenzung der geschützten Bereiche und teilweise die Einbeziehung des Umfeldes in den Schutz.
- Castillo de Paso Alto

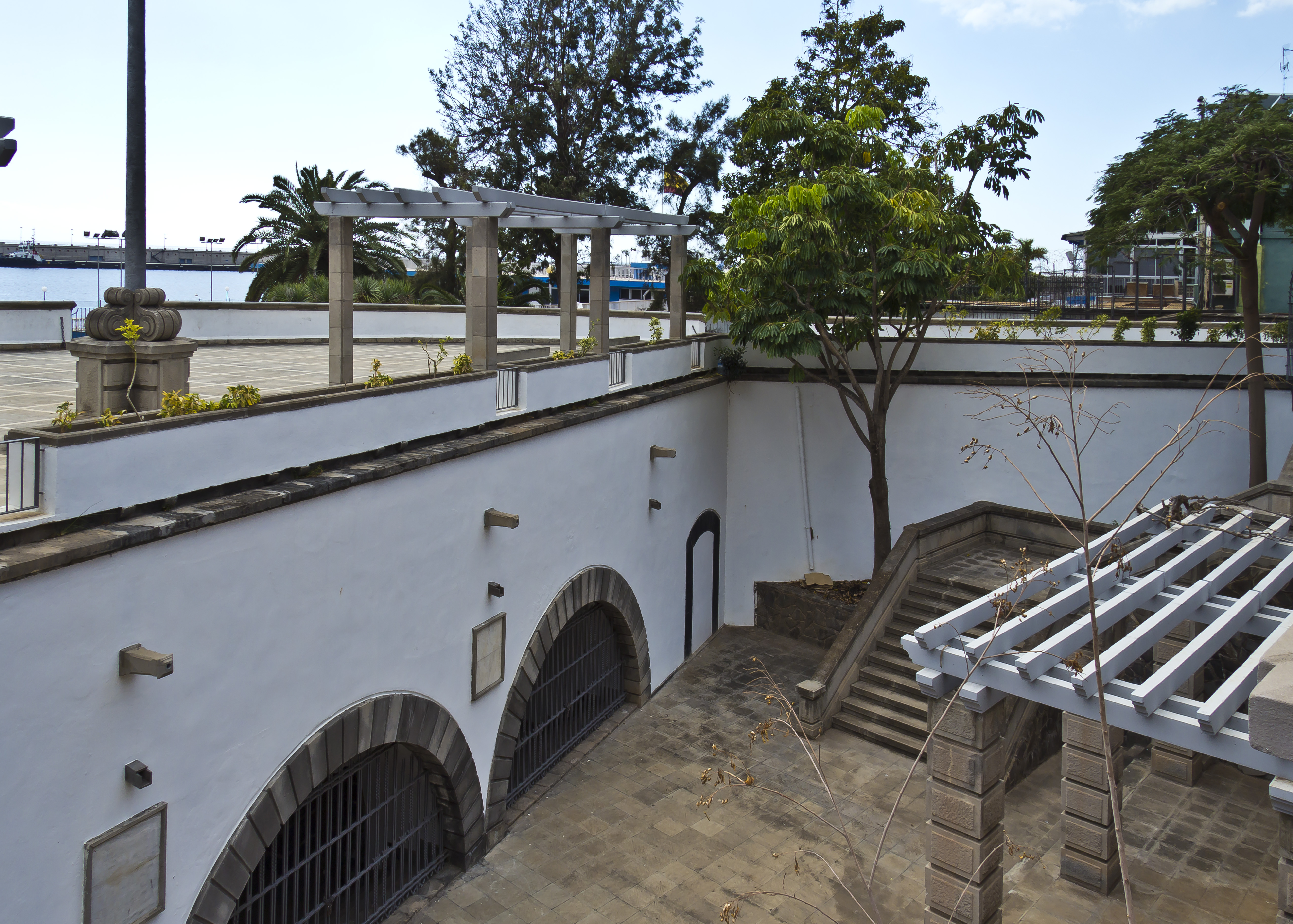
Castillo de Paso Alto

Der Plan an der Stelle des Castillo de Paso Alto eine Verteidigungsanlage zu bauen geht auf Leonardo Torriani zurück, der am Ende des 16. Jahrhunderts König Philipp II. Vorschläge für die bessere Verteidigung der Kanarischen Inseln unterbreitete. Anfangs wurde hier nur ein Geschützstand für die Feldartillerie gebaut, später dann eine kleine Befestigungsanlage. Bei dem englischen Angriff auf Santa Cruz de Tenerife im Jahr 1657 wurde diese Anlage stark beschädigt, weniger durch den direkten Beschuss. Die Hauptschäden entstanden dadurch, dass es durch den Beschuss des Berges hinter dem Castillo zu einem Bergrutsch kam. Bis zum Jahr 1670 wurde die Anlage zu einem Festungsbauwerk ausgebaut. Ein starkes Unwetter am 18. Dezember 1774 versetzte das Castillo in einen Zustand, dass die Reparaturarbeiten die bis zum Jahr 1782 andauerten, einem Neubau gleichkamen. Bei dem Angriff auf Santa Cruz de Tenerife (1797) stand das Castillo de Paso Alto im Zentrum der ersten zwei Landungsversuche der Britischen Marine. Nachdem die alten Befestigungsanlagen für die Verteidigung der Insel wertlos wurden, diente das Gebäude als Militärgefängnis. Im Jahr 1951 wurden Teile der Anlage für den Bau einer Straße abgerissen.
Die Reste des Bauwerks wurden im Jahr 1993 auch von der Regierung der Comunidad Autónoma de Canarias unter der Nummer RI-51-0008255 als Kulturgut unter Schutz gestellt.
- Castillo de San Andrés

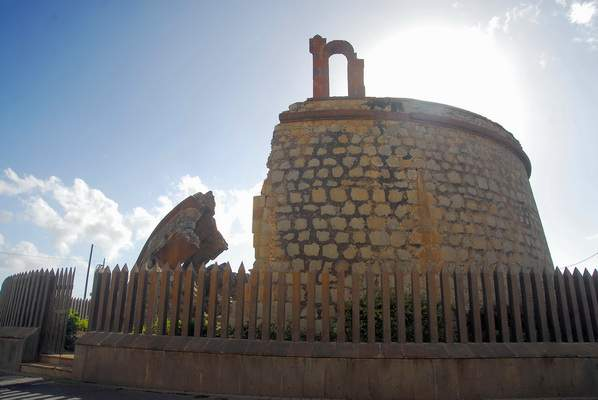
Castillo de San Andrés

Die Ortschaft San Andrés befindet sich in einer Entfernung von etwa acht Kilometern nordöstlich der Innenstadt von Santa Cruz. Die Bucht, an der der Ort liegt, diente als Zufluchtshafen. Sie wurde aber auch von Piraten angelaufen nicht nur um hier Trinkwasser zu bunkern, sondern gelegentlich auch um die Bevölkerung zu berauben. Darüber hinaus gab es grundsätzlich die Möglichkeit dort zu landen und dann, in einem großen Bogen über Land, La Laguna oder Santa Cruz anzugreifen. Ein 1706 begonnener Bau einer Befestigungsanlage wurde noch vor Abschluss der Arbeiten durch einen Erdrutsch zerstört. Im Jahr 1740 gab es einen Turm an der Mündung des Tals in das Meer, der allerdings nicht sehr stabil gewesen sein soll. Bei dem Angriff auf Santa Cruz de Tenerife (1797) spielte das Castillo eine Rolle, zumindest bei der Beobachtung des Britischen Flottenverbandes. Da die Anlage für Verteidigungszwecke nicht mehr nötig war, wurden 1878 die Kanonen abgebaut. Im Jahr 1896 fiel ein Teil des Turmes zusammen, so wie er heute noch zu sehen ist. Seit 1926 ist die Stadt Santa Cruz de Tenerife Eigentümerin des Castillo de San Andrés.
Die Reste des Bauwerks wurden im Jahr 1993 auch von der Regierung der Comunidad Autónoma de Canarias unter der Nummer RI-51-0008256 als Kulturgut unter Schutz gestellt.
- Castillo de San Juan (Castillo Negro) und Casa de la Pólvora

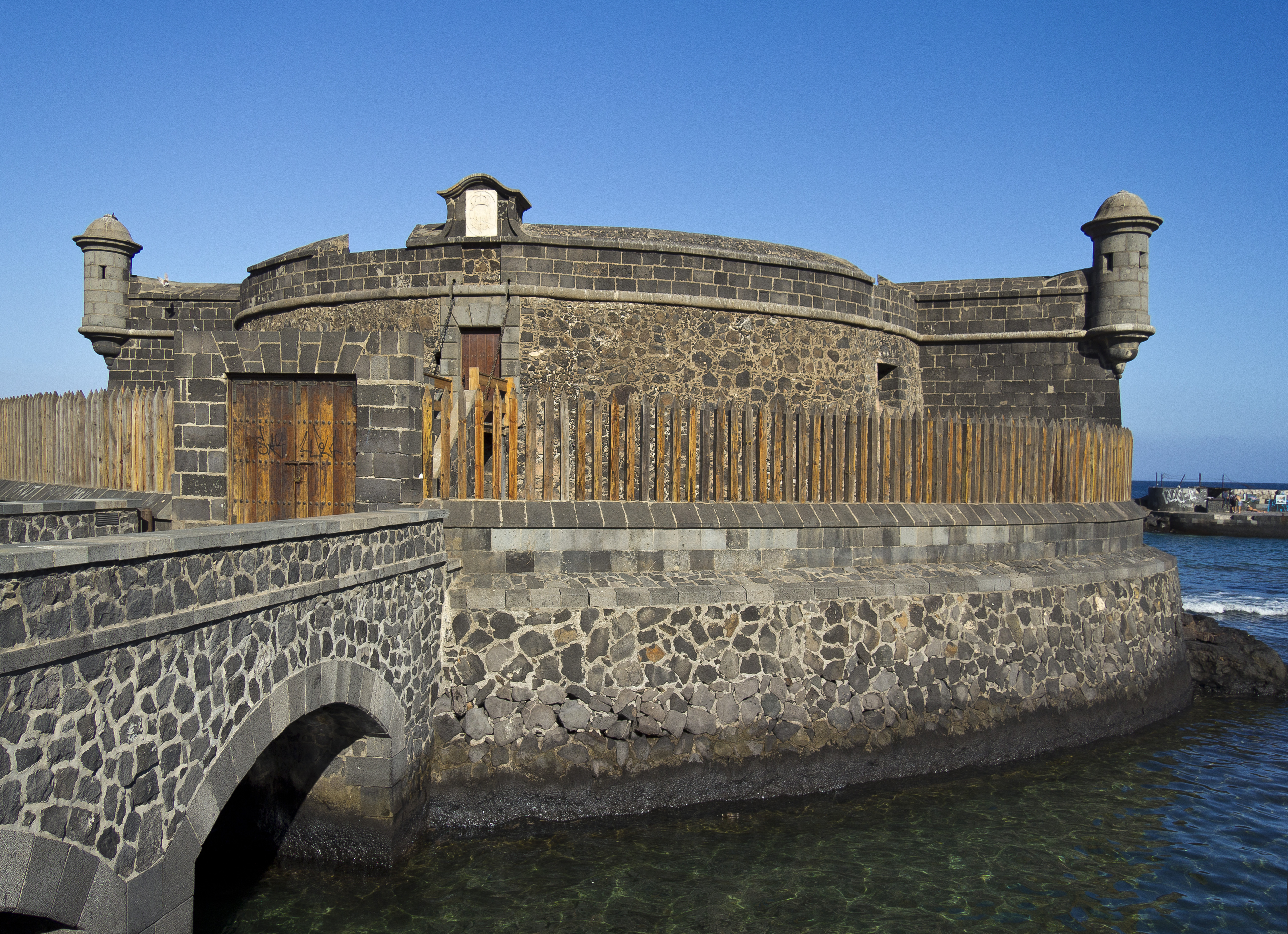
Castillo de San Juan

Das Castillo de San Juan liegt im südöstlichen Teil der Stadt direkt am Meer. Der umgangssprachliche Name „Castillo Negro“ ist nicht auf sein Aussehen (spanisch negro ‚schwarz‘) zurückzuführen, sondern darauf, dass die Anlage zum Schutz der Bucht „Caleta de Negros“ gebaut wurde. Der Bau wurde im Jahr 1619 beschlossen. Erst im Jahr 1643 wurde die Anlage fertiggestellt. Sie bestand aus einem runden Turm aus Hausteinen. Auf der Halbkreisfläche der Seeseite befand sich die Geschützplattform. Auf der Halbkreisfläche der Landseite waren Räumlichkeiten. Zu Beginn des 18. Jahrhunderts verfiel das Gebäude, besonders zur Seeseite hin. In den Jahren 1765 und 1766 wurde das Castillo restauriert. Zu Ende des 19. Jahrhunderts war das Castillo de San Juan strategisch nicht mehr von Bedeutung. Im Jahr 1924 wurde durch einen königlichen Erlass die Veräußerung angeordnet. Im Jahr 1948 wurden Pläne angefertigt um in der Anlage ein Militärmuseum einzurichten.
Als Platz für ein Pulvermagazin (Casa de la Pólvora), in dem die Schießpulvervorräte der Stadt gelagert werden sollten, wurde der Bereich zwischen dem Castillo de San Juan und der Ermita de Regla, außerhalb des bewohnten Stadtgebietes festgelegt. Die Arbeiten begannen 1756 und endeten 1758. Es wurde ein rechteckiges, mit einem Tonnengewölbe überdecktes Gebäude mit seitlich verstärkten Wänden erbaut, das zudem noch mit einer umlaufenden hohen Mauer umgeben war. Die Anlage wurde im Jahr 1926 zusammen mit dem Castillo de San Cristóbal an die Stadt Santa Cruz de Tenerife abgetreten.
Das Castillo de San Juan und die Casa de Polvora wurden im Jahr 1993 auch von der Regierung der Comunidad Autónoma de Canarias unter der Nummer RI-51-0008257 als Kulturgut unter Schutz gestellt. Sowohl das Castillo Negro als auch die Casa de Polvora stehen z. Zt. (2013) leer.
- Castillo de San Joaquín

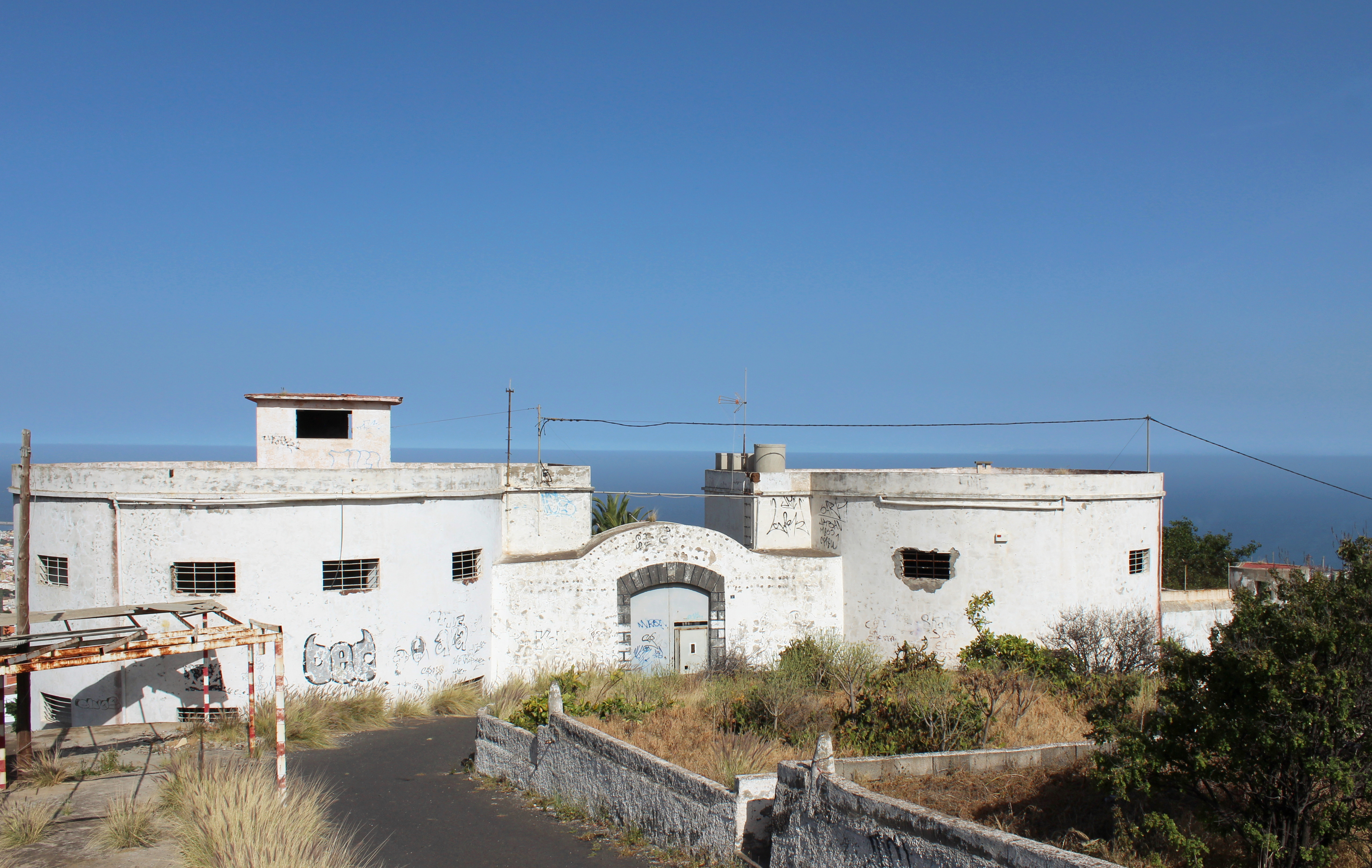
Castillo de San Joaquin

Das Castillo de San Joaquin befindet, sich im Gegensatz zu den anderen unter Schutz stehenden Verteidigungsanlagen in Santa Cruz de Tenerife, nicht an der Küstenlinie. Es befindet sich an der Stadtgrenze zwischen Santa Cruz und La Laguna. Es wurde gebaut um La Laguna vor Angreifern zu schützen die in Santa Cruz landen konnten. Das Castillo de San Joaquin wurde am Ende des 16. Jahrhunderts errichtet. Der Bau dieser Verteidigungsanlage geht auf die Empfehlung Leonardo Torrianis an Philipp II. zurück. Die Pläne stammten von dem Militäringenieur Fausto Caballero. Das Gebäude hat einen quadratischen Grundriss mit vier runden Türmen an den Ecken. Die Festungsanlage war mit Kanonen ausgerüstet und diente auch als Pulvermagazin.
Im Jahr 1944 wurde in dem Gebäude ein Militärgefängnis eingerichtet. Bei dem Umbau, der dazu notwendig war, wurden Fenster in die Außenmauern gebrochen.
In den 1990er Jahren verkaufte das Verteidigungsministerium das Castillo an einen Privatmann. Seitdem ist es dem Verfall preisgegeben.
Das Castillo de San Joaquin wurde im Jahr 2000 von der Regierung der Comunidad Autónoma de Canarias unter der Nummer RI-51-0008258 als Kulturgut unter Schutz gestellt.